# Scala (llenguatge de programació)
Scala és un llenguatge de programació modern multi-paradigma dissenyat per a expressar patrons de programació generals d'una manera concisa, elegant i segura respecte als tipus. Integra característiques d'orientació a objectes i de llenguatges funcionals.

## Scala és orientat a objectes
Scala és un llenguatge pur O.O. (orientat a objectes) en el sentit que cada valor és un objecte. Els tipus i comportaments dels objectes són descrits mitjançant classes i 'trets'. L'abstracció classe s'estén mitjançant subclasses i també amb un mecanisme flexible basat en classes 'mixins' (barrejables: similars als interfaces de Java però amb definició de tipus, variables i implementació de mètodes) anomenades trets com a substitució neta de l'herència múltiple.

## Scala és funcional
Scala també és un llenguatge funcional en el sentit que cada funció és un valor. Scala proveeix una sintaxi fàcil per a la definició de funcions anònimes, suporta funcions d'ordre superior, permet la imbricació de funcions i suporta el currying. Les classes per cas (ang.: case classes) i el suport que inclou de reconeixement de patrons, serveix per a modelar tipus algebraics, emprats en molts llenguatges de programació funcional.
A més a més, la noció de reconeixement de patrons estén de manera natural el procés de dades XML amb l'ajuda de seqüències de patrons ignorant el que hi ha a la dreta (ang.:right-ignoring). En aquest context, les comprehensions de seqüències (iteració sobre Generadors-Filtres-Mapeig) són útils per a formular consultes. Aquestes característiques fan de Scala l'ideal per a desenvolupar aplicacions com a serveis web.

## Scala té tipus estàtics
Scala està equipat amb un sistema de tipus expressiu que assegura estàticament que les abstraccions s'utilitzin de manera coherent i segura. En particular el sistema de tipus suporta:
- classes genèriques,
- anotacions de variació,
- acotacions de tipus per dalt i per baix,
- classes internes i tipus abstractes com a membres de l'objecte,
- tipus compostos,
- auto referències tipificades explícitament,
- vistes, i
- mètodes polimòrfics.

Un mecanisme d'inferència de tipus permet que l'usuari no hagi d'anotar els tipus de manera redundant. En combinació, aquestes característiques proporcionen una base potent per a la reutilització segura de les abstraccions de programació i també per a l'extensió de programari amb tipus de dades segurs.

## Scala és extensible
El disseny de Scala reconeix el fet que, a la pràctica, el desenvolupament d'aplicacions d'un domini específic requereix extensions de llenguatge igualment específiques. Scala proporciona una combinació única de mecanismes de llenguatge que fan fàcil afegir noves construccions al llenguatge, amb suavitat, en forma de biblioteques:
- qualsevol mètode pot ser emprat com a operador infix o postfix, i
- els tancaments es construeixen automàticament depenent del tipus esperat.

Un ús conjunt d'ambdues característiques facilita la definició de noves instruccions sense estendre la sintaxi i sense emprar tècniques de meta-programació com ara macros.

## Scala interopera amb Java i .NET
Scala està dissenyat per a interoperar bé amb entorns populars de programació com Java 2 (JRE) i el marc .NET (CLR). En particular, la interacció amb llenguatges orientats a objectes de gran acceptació com Java i C# és força suau. Scala té el mateix model de compilació (compilació separada, càrrega dinàmica de classes) que Java i C#, permetent accedir a milers de biblioteques d'alta qualitat.

## Exemple: Hola món
Per començar:
Al Linux el podeu instal·lar pels paquets de la distribució. Altrament el compilador es pot descarregar d'aquí o com endollable en un entorn integrat de desenvolupament aquí
El programa Hola món en Scala:
```
 
// fitxer src/test/hola-mon.scala

 
package
 
test

 
object
 
Principal
 
{

 
def
 
main
(
args
:
 
Array
[
String
])
 
=
 
Console
.
println
(
"Hola món!"
)

 
}

```

alternativa derivant l'objecte Application (obsolet des de 2.9, ang:deprecated, eliminat a 2.11) es recomana fer servir el mòdul App
```
 
// fitxer src/test/hola-mon.scala

 
package
 
test

 
object
 
Principal
 
extends
 
Application
 
{
 
// Application defineix main

 
// la inicialització del mòdul executa les expressions del cos.

 
Console
.
println
(
"Hola món!"
)
 

 
}

```

El mòdul App afegeix a Application la propietat args que permet accedir als arguments.
```
 
// fitxer src/test/hola-mon.scala

 
package
 
test

 
object
 
Principal
 
extends
 
App
 
{
 

 
Console
.
println
 
(
"Hola món!, els arguments són:"
 
++
 
args
.
mkString
 
(
", "
))

 
}

```

- Compilació i execució a consola de comandes:[5]

```
mkdir
 
classes
 
# subdirectori per al codi objecte

# compilació (-cp és classpath, -d és directori per a la sortida) 

scalac
 
-cp
 
classes
 
-d
 
classes
 
src/test/hola-mon.scala

# execució

scala
 
-cp
 
classes
 
test.Principal
 
# execució pel nom de l'objecte que conté el mètode ''main''

Hola
 
món!

```

### Gestor de projectes SBT
Aquesta manera de treballar directament amb el compilador ha quedat una mica antiquada. Si ho fem a través del gestor de projectes SBT, aquest ens descarregarà automàticament la versió del compilador i de les dependències del projecte, esmentades al fitxer de projecte.
Caldrà però seguir l'esquema de directoris especificat per l'SBT.
Al Linux el trobarem al gestor de paquets o bé el podem descarregar d'origen si volem la darrera versió.

### A l'avaluador d'expressions (bucleRead-Eval-Print)
```
scala

scala>
 
println
(
"Hola món"
)

Hola
 
món

scala>

```

Amb el gestor de projectes SBT podem engegar l'avaluador REPL amb la comanda següent:
```
// fitxer de projecte build.sbt

lazy
 
val
 
root
 
=
 
(
project
 
in
 
file
(
"."
)).

 
settings
(

 
name
 
:=
 
"hola_món"
,

 
version
 
:=
 
"1.0"
,

 
scalaVersion
 
:=
 
"2.11.7"

 
)

```

```
sbt
 
consoleQuick
 
# engega REPL (Read-Eval-Print Loop) sense carregar les classes del directori de treball i subdirectoris

sbt
 
console
 
# engega REPL carregant les classes del directori de treball i subdirectoris

scala>

```

- Avaluació d'un mòdul Application (conté mètode main) (obsolet, ang:deprecated)[3]

```
scala
>
 
:
reset
 
// reinicialitza l\'avaluador

scala
>
 
object
 
Main
 
extends
 
Application
 
{
 
// per accedir als arguments cal redefinir el mètode ''main''

 
|
 
println
(
"Hola món"
)

 
|
 
}
 

scala
>
 
Main
 
// avaluació del mòdul Application, executa les instruccions de l'objecte Main

```

- Avaluació d'un mòdul App (versió moderna de Application, incorpora membre args).

```
scala
>
 
:
reset
 
// reinicialitza l\'avaluador

scala
>
 
object
 
Main
 
extends
 
App
 
{
 
// arguments visibles com a ''args'', membre de la classe

 
|
 
for
 
(
arg
 
<-
 
args
)
 
{

 
|
 
println
(
arg
)

 
|
}}

scala
>
 
Main
.
main
(
Array
(
"a"
,
"b"
,
"c"
))
 
// avaluació del mòdul App, executa les instruccions de l'objecte Main

```

## Característiques
Degut a ésser un llenguatge dissenyat inicialment per a la màquina virtual JVM, hereta del Java les característiques del lèxic i els tipus bàsics i les seves operacions així com una sintaxi molt similar.
Els punt-i-coma a final de línia es poden ometre (des de la versió 2).
Vegeu l'especificació del llenguatge.

### tipus especials
Vegeu Tipus unificats (amb gràfic) a la ref.
UnitTipus d'un sol valor que és: ()       // no-op : no fer res (element neutre per l'esquerra de les operacions)
Resultat buit en efectes col·laterals (actualitzacions, impressions). Equival al tipus de retorn buit (void) de Java i C
Anygeneralització d'un tipus qualsevol
AnyValgeneralització dels tipus primaris (els suportats per la CPU) que es passen per valor.
AnyRefgeneralització dels tipus que es passen per referència. Correspon a Java.lang.Object
ScalaObjectbase per als objectes de Scala (obsolet, retirat a partir de v2.10)
Nulles considera subtipus de qualsevol tipus que es passi per referència (classe o bé object), així el seu valor null pot pertànyer a tots ells.
NothingTipus deshabitat (de valor impossible). És subtipus de tots els tipus. Té diversos usos:
- És el tipus de retorn de les rutines que mai no retornen res, és a dir, que sempre acaben llançant excepcions.
- El tipus List[Nothing] és subtipus de totes les llistes (covariants en el tipus de l'elem.) però no pot tenir elements, així el seu únic valor és Nil que és una extensió del tipus List[Nothing]. Això fa de Nil subtipus de List[T] per qualsevol T.[12]

Symbolliterals: identificadors precedits per l'apòstrof.
```
scala
>
 
val
 
saluda
 
=
 
'hola

saluda
:
 
Symbol
 
=
 
'hola

scala
>
 
saluda
 
match
 
{
 
// salt de carro després de '{' o bé '(' activa el 

 
// mode multi-línia amb apuntador '|'

 
|
 
case
 
'hola
 
=>
 
println
(
"Benvingut!"
)
 

 
|
 
case
 
'adéu
 
=>
 
println
(
"A reveure!"
)
 
}
 
// '}' al mateix nivell, tanca el mode multi-línia

Benvingut
!

```

OpcionalsEl tipus Option[T] amb les variants Some[T] i None facilita l'ús de paràmetres i resultats opcionals
Es pot convertir un valor possiblement nul de Java amb el generador Option(valorNullificable)
```
scala
>
 
Option
(
5
 
:
java
.
lang
.
Integer
)

res1
:
 
Option
[
Integer
]
 
=
 
Some
(
5
)

scala
>
 
Option
(
null
 
:
java
.
lang
.
Integer
)

res2
:
 
Option
[
Integer
]
 
=
 
None

```

LlistaEl tipus List[T]
```
// llista homogènia

scala
>
 
List
(
1
,
7
,
5
)

res10
:
 
List
[
Int
]
 
=
 
List
(
1
,
 
7
,
 
5
)

// Conversió implícita de tipus (si hi ha una conversió implícita visible)

scala
>
 
List
(
1
,
 
'a'
,
 
3.5
)

res11
:
 
List
[
Double
]
 
=
 
List
(
1.0
,
 
97.0
,
 
3.5
)

// llista especificant un tipus base (més general)

scala
>
 
List
[
Any
](
1
,
 
'a'
,
 
3.5
)

res13
:
 
List
[
Any
]
 
=
 
List
(
1
,
 
a
,
 
3.5
)

// llista buida de tipus sense especificar

scala
>
 
List
()

res14
:
 
List
[
Nothing
]
 
=
 
List
()

// Nil especialitza la llista buida

scala
>
 
Nil

res16
:
 
scala
.
collection
.
immutable
.
Nil
.
type
 
=
 
List
()

scala
>
 
Nil
 
:
 
List
[
Int
]

res17
:
 
List
[
Int
]
 
=
 
List
()

```

Tuples (Tuple2 a Tuple22)
```
scala
>
 
val
 
a
 
=
 
Tuple3
(
1
,
 
'a'
,
 
3.5
)

a
:
 
(
Int
,
 
Char
,
 
Double
)
 
=
 
(
1
,
a
,
3.5
)

scala
>
 
a
.
_1

res0
:
 
Int
 
=
 
1

scala
>
 
a
.
_2

res1
:
 
Char
 
=
 
a

```

#### Anàlisi per casos dels valors d'una expressió
Per encaix primer valors, després variables amb restricció de tipus (de més a menys específic)
```
package
 
test
 
;

object
 
Main
 
extends
 
App
 
{

 
val
 
llista
:
 
List
[
Any
]
 
=
 
List
(
true
,
 
'c'
,
 
"abc"

 
,
 
8
:
Byte
,
 
270
:
Short
,
 
300
 
/* Int */
,
 
200000000000L
 
/* Long */

 
,
 
2.5F
 
/* Float */
,
 
3.12345678
 
/* Double */

 
)
 
;

 
for
 
(
elem
 
<-
 
llista
)
 
{

 
elem
 
match
 
{

 
case
 
2
 
|
 
3
 
=>
 
print
(
"dos o tres"
)
 
;

 
case
 
w
:
 
AnyVal
 
=>
 
w
 
match
 
{
 
// tipus primitius que es passen per valor

 
case
 
v
 
:
Char
 
=>
 
printf
(
"%c u\\%04x"
,
 
v
,
 
v
.
toInt
);
 
// caràcter i hexadecimal

 
case
 
v
 
:
Byte
 
=>
 
printf
(
"és un byte: %d"
,
 
v
)
 
;

 
case
 
v
 
:
Short
 
=>
 
printf
(
"és un short: %d"
,
 
v
)
 
;

 
case
 
v
 
:
Int
 
=>
 
printf
(
"és un int: %d 0%o x%08x"
,
 
v
,
 
v
,
 
v
);
 
// decimal, octal i hexad.

 
case
 
v
 
:
Long
 
=>
 
printf
(
"%d"
,
 
v
)
 
;

 
case
 
v
 
:
Float
 
=>
 
printf
(
"%.2f"
,
 
v
)
 
;

 
case
 
v
 
:
Double
 
=>
 
printf
(
"%.8f"
,
 
v
)
 
;

 
case
 
v
 
=>
 
print
(
v
)

 
}

 
case
 
w
:
 
AnyRef
 
=>
 
w
 
match
 
{
 
// tipus que es passen per referència

 
case
 
v
 
:
String
 
=>
 
printf
(
"%s"
,
 
v
)
 
;

 
case
 
v
 
=>
 
print
(
v
.
toString
)
 
;

 
}
 

 
}

 
}

 
println
(
""
)
 

 
}

}

```

dona
```
true
c u\0063
abc
és un byte: 8
és un short: 270
és un int: 300 0454 x0000012c
200000000000
2,50
3,12345678

```

### Igualtat estructural vs. referencial
En la comparació d'objectes, l'operador de Scala (==) no correspon en Java al (==) sinó al mètode equals.

|                             | Scala                                                    | Java       | Comentaris                                      |
| --------------------------- | -------------------------------------------------------- | ---------- | ----------------------------------------------- |
| igualtat de les referències | eq, ne (classe AnyRef)                                   | (==), (!=) |                                                 |
| igualtat estructural        | (==), (!=) (classe Any)                                  | .equals()  | excepte per al tipus Array[T]                   |
| igualtat dels elements      | .sameElements(that: GenIterable[A]) (classe GenIterable) |            | permet comparar elems. de diferents estructures |

A Scala la igualtat d'objectes que es passen per referència AnyRef equival a
```
x
 
==
 
y
 
<=>
 
if
 
(
x
 
eq
 
null
)
 
(
y
 
eq
 
null
)
 
else
 
x
.
equals
(
y
)

```

### polimorfismes

#### polimorfisme per subtipatge
```
trait
 
Animal
 
{

 
val
 
nom
:
 
String

 
val
 
crit
:
 
String

}

class
 
Gat
 
extends
 
Animal
 
{

 
val
 
nom
 
=
 
"Gat"

 
val
 
crit
 
=
 
"miola"

}

class
 
Gos
 
extends
 
Animal
 
{

 
val
 
nom
 
=
 
"Gos"

 
val
 
crit
 
=
 
"borda"

}

function
 
crida
(
animal
:
 
Animal
)
 
{

 
println
 
(
s"El 
${
animal
.
nom
}
 
${
animal
.
crit
}
"
)

}

```

#### polimorfisme paramètric
Les funcions es poden parametritzar per Tipus
```
 
def
 
nom_funció
[
VariableDeTipus
](
param1
:
 
VariableDeTipus
,
 
..)
 
=
 
...

```

exemple:
```
object
 
Main
 
extends
 
App
 
{

 
def
 
imprimeix
[
T
](
dada
:
 
T
)
 
=
 

 
dada
 
match
 
{

 
case
 
v
:
 
String
 
=>
 
println
(
v
)
 
;

 
case
 
v
 
=>
 
println
 
(
v
.
toString
)
 
;

 
}

 
imprimeix
[
Int
](
5
)
 
;

 
imprimeix
[
String
](
"abc"
)
 
;

 
imprimeix
(
2
);
 
// si no s'explicita el tipus, es dedueix dels paràmetres actuals.

 
imprimeix
(
"def"
)
 
;

}

```

#### polimorfisme ad-hoc
Afegeix requeriments de context al paràmetre de tipus. A l'exemple amb [A: Numeric] indica que cal que existeixi una instància del genèric Numeric[T] per al tipus A (Numeric[A]), visible en l'àmbit d'ús.
```
import
 
scala
.
math
.
Numeric
.
_

function
 
producte
[
A
:
 
Numeric
](
x
:
 
A
,
 
y
:
 
A
):
A
 
=
 
{

 
val
 
instància
 
=
 
implicitly
[
Numeric
[
A
]]
 
// instància de Numeric per al tipus del paràmetre emprat a la crida

 
instància
.
times
(
x
,
 
y
)

}

```

- scala.math.Numeric és la signatura d'un anell unitari ordenat (Numeric especialitza (extends) Ordering).[19]
- scala.math.Integral és la signatura d'un anell unitari euclidià ordenat íntegre (Integral especialitza (extends) Numeric).[20]
- scala.math.Fractional és la signatura d'un cos ordenat (Fractional especialitza (extends) Numeric).[21]

quan hi ha una sola instància, equival a la crida amb paràmetre implícit (vegeu #Implícits)
quan hi ha més d'una instància d'un genèric (ex. diversos monoides), cal fer servir la crida amb implícit explicitant la instància desitjada
```
abstract
 
class
 
SemiGrup
[
A
]
 
{

 
def
 
assoc
(
x
:
 
A
,
 
y
:
 
A
):
 
A

 
}

abstract
 
class
 
Monoid
[
A
]
 
extends
 
SemiGrup
[
A
]
 
{

 
def
 
neutre
:
 
A

 
}

object
 
Monoides
 
{

 
// Monoides per a la suma i el producte

 
implicit
 
object
 
IntMonoidSuma
 
extends
 
Monoid
[
Int
]
 
{

 
def
 
assoc
(
x
:
 
Int
,
 
y
:
 
Int
):
 
Int
 
=
 
x
 
+
 
y

 
def
 
neutre
:
 
Int
 
=
 
0

 
}

 
implicit
 
object
 
IntMonoidProducte
 
extends
 
Monoid
[
Int
]
 
{

 
def
 
assoc
(
x
:
 
Int
,
 
y
:
 
Int
):
 
Int
 
=
 
x
 
*
 
y

 
def
 
neutre
:
 
Int
 
=
 
1

 
}

}

object
 
Test
 
extends
 
App
 
{

 
import
 
Monoides
.
_
 
// per fer servir les instàncies implícites, han d'estar visibles

 
import
 
scala
.
collection
.
Iterable

 
def
 
plegaLlista
[
A
](
xs
:
 
Iterable
[
A
])(
implicit
 
m
:
 
Monoid
[
A
]):
 
A
 
=
 
xs
.
fold
 
(
m
.
neutre
)
 
(
m
.
assoc
)

 
println
(
plegaLlista
(
List
(
1
,
 
2
,
 
3
))
 
(
IntMonoidSuma
))

 
println
(
plegaLlista
(
List
(
1
,
 
2
,
 
3
))
 
(
IntMonoidProducte
))

}

```

### àlies de tipus
```
type
 
LaMevaFun
[
A
,
B
,
C
]
 
=
 
B
 
=>
 
A
 
=>
 
Pair
[
B
,
 
C
]

```

### Relacions de Subtipus
- A <: B indica A subtipus de B
- A >: B indica B subtipus de A

En el següent exemple Tipus ha d'ésser subtipus de TCotaSuperior.
```
 
type
 
Tipus
 
<:
 
TCotaSuperior
 
// 'Tipus' ha d'ésser subtipus (més especialitzat) de 'TCotaSuperior'

```

en el següent exemple Tipus ha d'ésser superclasse de TCotaInferior.
```
 
type
 
Tipus
 
>:
 
TCotaInferior
 
// 'Tipus' ha d'ésser supertipus (més general) de 'TCotaInferior'

```

#### Subtipatge de funcions i de classes, Covariança, Contravariança
Vegeu ref.
- Una funció f: (A' => B') és subtipus d'una altra funció g: (A => B) (f pot ser emprada en el lloc de g) si el resultat és de tipus més especialitzat (B' <: B) i admet arguments de tipus més general (A' >: A).

Es diu que la funció f subtipus de g és covariant en el resultat (la relació varia en el mateix sentit) i contravariant en el paràmetre de valor. El tipus funció definit a Predef és
```
// el prefix + en un paràmetre de tipus indica covariança

// el prefix - en un paràmetre de tipus indica contravariança

// del mòdul Predef que conté els elements predefinits del llenguatge

type
 
Function
[
-
A
,
 
+
B
]
 
=
 
(
A
)
 
⇒
 
B

```

Perquè una classe C sigui subtipus d'una altra D, és a dir poder fer servir C com a tipus del paràmetre actual en una crida amb paràmetre formal de tipus D, C ha de contenir subtipus de tots els mètodes de D, a banda d'altres requeriments.
Això ens facilita la deducció de la relació de subtipatge de les col·leccions respecte de la que hi hagi entre els tipus dels elements.
- La covariança d'una classe d'una col·lecció respecte del tipus de l'element es dona si:

Sempre que A <: B llavors C[A] <: C[B]
Així sabem que les llistes, són covariants respecte al tipus de l'element, i mantenen la relació de subtipatge entre llistes d'elements de tipus diferents, si hi és entre els tipus dels elements.
- La contravariança d'una classe es dona si:

Sempre que A <: B llavors C[A] >: C[B]
Perquè una classe C[T] sigui covariant en un tipus T, C[+T], aquest tipus només pot aparèixer en posicions covariants (resultats) dels mètodes i no en les contravariants (arguments). Al revés per a les classes contravariants en T: C[-T]. Però sembla que és una condició necessària però no suficient. Vegeu el Principi de substitució de Liskov
Per utilitzar un tipus covariant en posicions d'argument (contravariant) en un mètode i continuar mantenint la covariança del mètode i, per tant, de la classe, cal fer servir el truc del límit inferior. Cal assegurar que l'argument ha d'admetre tipus més generals que T, fent servir per a l'argument un tipus existencial: aquells tipus U tals que U >: T.
```
class
 
ListNode
[
+
T
](
h
:
 
T
,
 
t
:
 
ListNode
[
T
])
 
{

 
def
 
head
:
 
T
 
=
 
h
 

 
def
 
tail
:
 
ListNode
[
T
]
 
=
 
t

 
// per poder utilitzar el tipus T en l'argument i mantenir la covariança de la classe respecte a T

 
// l'argument (posició contravariant) ha d'admetre qualsevol supertipus U >: T

 
def
 
prepend
[
U
 
>:
 
T
](
elem
:
 
U
):
 
ListNode
[
U
]
 
=
 

 
ListNode
(
elem
,
 
this
)
 

}

```

### Tipus producte

#### Tuples (tipus producte anònim)
```
Definides les classes Tuple2, Tuple3, .., Tuple22.
```

```
object
 
Main
 
extends
 
App
 
{

 
val
 
parell
 
=
 
new
 
Tuple2
(
10
,
 
"abc"
)
 
;
 
// new amb el nom de la classe

 
val
 
Tuple2
(
primer
,
 
segon
)
 
=
 
parell
;
 
// encaix de la tupla

 
println
(
parell
.
_1
)
 
;
 
// primer

 
println
(
parell
.
_2
)
 
;
 
// segon, ...

}

```

#### Classes (tipus producte amb nom), i Objectes singulars
A Scala se separen les parts dinàmica i estàtica de les classes del Java en class i object, objecte singular (únic) que conté els membres estàtics.
Extensibilitat. Els object tenen un tractament unificat amb les classes respecte a l'extensibilitat com si fossin classes d'una sola instància, que els permet implementar interfícies i estendre-les amb altres object i traits com a l'exemple amb l'objecte App.
Grafia. Els identificadors dels mòduls object comencen per majúscula segons el llibre d'estil.
La inicialització dels object i també de les classes, es produeix seqüencialment processant definicions i instruccions executables, com a l'ML Estàndard i l'OCaml.
```
// ''App'' és l'object d'engegada que conté el mètode ''main''

object
 
ProvaFiltratge
 
extends
 
App
 
{

 
def
 
filtrar
(
xs
:
 
List
[
Int
],
 
llindar
:
 
Int
)
 
=
 
{

 
def
 
processa
(
ys
:
 
List
[
Int
]):
 
List
[
Int
]
 
=
 
// funció a l'interior d'una altra funció

 
if
 
(
ys
.
isEmpty
)
 
ys

 
else
 
if
 
(
ys
.
head
 
>=
 
llindar
)
 
ys
.
head
 
::
 
processa
(
ys
.
tail
)

 
else
 
processa
(
ys
.
tail
)

 
processa
(
xs
)

 
}

 
println
(
filtrar
(
List
(
1
,
 
9
,
 
2
,
 
8
,
 
3
,
 
7
,
 
4
),
 
5
))

}

```

En importar una classe de Java, l'identificador designa la classe equivalent en Scala amb els mètodes dinàmics (de la instància), així com l'Object que conté els mètodes, variables i constants estàtics.
```
import
 
java
.
lang
.{
Color
}

val
 
vermell
 
=
 
new
 
Color
(
0xFF
,
 
0
,
 
0
);
 
// constructor de la ''classe''

val
 
componentRoigDelBlanc
 
=
 
Color
.
getRed
(
Color
.
WHITE
);
 
// membres estàtics de l{{'}}''Object''

```

els object (mòduls amb els membres estàtics) de les col·leccions incorporen generadors
```
object
 
List
 
{

 
def
 
apply
[
T
]
 
(
elements
:
 
T
*
)
 
// genera una llista amb els elements proporcionats com a paràmetres

 
// ''apply'' és el nom de funció per omissió (es pot ometre)

 
// així List (1, 2, 3) equival a List.apply(1, 2, 3)

 
def
 
empty
[
T
]
 
()
 
// generador de col·lecció buida

}

```

overrideels mètodes que es redefineixen han de dur el qualificatiu override per distingir-los dels que es volen nous, per evitar que si algú afegeix un mètode amb el mateix nom i signatura a alguna de les superclasses o trets que s'hereten, el comportament esdevingui diferent del que se n'espera.
val/var (al paràmetre de la classe)l'ús de declaradors val/var converteix el paràmetre en un camp membre de la classe, evita redefinir-lo com a camp amb el mateix nom, i haver d'assignar-li el valor del paràmetre dins el constructor.
```
 
class
 
Classe
(
val
 
p1
:
 
Tipus
,
 
p2
:
 
Tipus2
 
=
 
vPerDefecte
,
 
...)
 
// amb val, p1 passa a ser membre de la classe

```

#### Extractors
Un extractor és un objecte singular que implementa la funció unapply que permet extreure'n el valor en encaixar patrons en les opcions de les clàusules match.
```
 
// el següent codi genera un objecte extractor

 
object
 
Doble
 
{

 
// generador

 
def
 
apply
 
(
x
:
 
Int
):
 
Int
 
=
 
x
 
*
 
2
 

 
// inversa per als encaixos de patrons, retorna en un Option l'èxit o fracàs de l'encaix

 
def
 
unapply
 
(
z
:
 
Int
):
 
Option
[
Int
]
 
=
 
if
 
(
z
 
%
 
2
 
==
 
0
)
 
Some
 
(
z
/
2
)
 
else
 
None
 

 
}

 
object
 
ProvaDoble
 
extends
 
App
 
{

 
val
 
x
 
=
 
Doble
 
(
21
)
 
// aplica 'apply' (nom de funció per omissió a les expressions)

 
x
 
match
 
{
 
case
 
Doble
 
(
n
)
 
=>
 
Console
.
println
(
n
)
 
}
 
// aplica 'unapply' (nom de funció per omissió als patrons)

 
}

```

#### tipus "suma" amb classes encaixables
Les classes encaixables (ang:case class) permeten definir com a subtipus les variants d'un tipus suma (unió discriminada) permetent l'anàlisi per casos.
Les classes encaixables són classes per a les quals es defineix, automàticament, un objecte extractor (secció precedent), facilitant l'ús del nom de la classe i els seus paràmetres com a patró en un selector per encaix de patrons match/case.
```
abstract
 
class
 
Arbre
[
T
]

// ''val'' al paràmetre el declara membre de la classe, estalvia redeclaracions

case
 
class
 
Fulla
[
T
](
val
 
dada
:
 
T
)
 
extends
 
Arbre
[
T
]

case
 
class
 
Branca
[
T
](
val
 
dada
:
 
T
,
 
val
 
esquerra
:
 
Arbre
[
T
],
 
val
 
dreta
:
 
Arbre
[
T
])
 
extends
 
Arbre
[
T
]

object
 
Main
 
extends
 
App
 
{
 

 
def
 
imprimeixArbre
[
T
](
arbre
:
 
Arbre
[
T
]):
Unit
 
=
 

 
arbre
 
match
 
{

 
case
 
Fulla
(
d
)
 
=>
 
println
 
(
"fulla: "
 
++
 
d
.
toString
)

 
case
 
Branca
(
d
,
 
esq
,
 
dreta
)
 
=>
 
{
 
imprimeixArbre
(
esq
)
 
;

 
println
(
"branca: "
 
++
 
d
.
toString
)
 
;

 
imprimeixArbre
(
dreta
)
 
;

 
}

 
}

 
// els constructors de case classes no necessiten ''new'', de fet no són constructors sinó generadors membres de l'objecte extractor

 
// l'expressió {Fulla(1)} equival a {Fulla.apply(1)} // ''apply'' és el nom de funció per omissió.

 
val
 
arbre1
 
=
 
Fulla
[
Int
](
1
);
 

 
// si s'omet el paràmetre de tipus ''[T]'', es pren el tipus del paràmetre actual.

 
val
 
arbre2
 
=
 
Branca
(
2
,
 
arbre1
,
 
arbre1
)
 
;

 
imprimeixArbre
(
arbre2
)
 
;

}

```

Equivalència en ML Estàndard:
```
datatype 't Arbre = Fulla of 't | Branca of ('t * 't Arbre * 't Arbre)
```

Equivalència en Haskell:
```
data Arbre t = Fulla t | Branca t (Arbre t) (Arbre t)
```

##### exhaustivitat als encaixos (atributsealed)
L'atribut sealed (segellat) a la classe abstracta de la qual es deriven les variants encaixables (case classes), permet circumscriure'n la definició de variants al fitxer on està definida, formant un conjunt tancat, facilitant que el compilador pugui avisar per manca d'exhaustivitat als encaixos.
Exemple de compilació amagant el cas Fulla:
```
sealed
 
abstract
 
class
 
Arbre
[
T
]
 
// 'sealed': classe segellada, per al control d'exhaustivitat als encaixos

case
 
class
 
Fulla
[
T
](
val
 
dada
:
 
T
)
 
extends
 
Arbre
[
T
]

case
 
class
 
Branca
[
T
](
val
 
dada
:
 
T
,
 
val
 
esquerra
:
 
Arbre
[
T
],
 
val
 
dreta
:
 
Arbre
[
T
])
 
extends
 
Arbre
[
T
]

object
 
Main
 
extends
 
App
 
{
 

 
def
 
imprimeixArbre
[
T
](
arbre
:
 
Arbre
[
T
]):
Unit
 
=
 

 
arbre
 
match
 
{

 
// case Fulla(d) => println ("fulla: " ++ d.toString) // comentat expressament per veure l'avís del compilador

 
case
 
Branca
(
d
,
 
esq
,
 
dreta
)
 
=>
 
{
 
imprimeixArbre
(
esq
)
 
;

 
println
(
"branca: "
 
++
 
d
.
toString
)
 
;

 
imprimeixArbre
(
dreta
)
 
;

 
}

...

```

```
sbt
 
compile

[
info
]
 
Compiling
 
1
 
Scala
 
source
 
to
 
...

[
warn
]
 
/home/gabi64/lleng/scala/sealed/Main.scala:9:
 
match
 
may
 
not
 
be
 
exhaustive.

[
warn
]
 
It
 
would
 
fail
 
on
 
the
 
following
 
input:
 
Fulla
(
_
)

[
warn
]
 
arbre
 
match
 
{

[
warn
]
 
^

[
warn
]
 
one
 
warning
 
found

[
success
]
 
Total
 
time:
 
10
 
s,
 
completed
 
07
/06/2016
 
15
:35:50

```

### Seqüències numèriques
- Range // classe de seqüències de Int
- Per generalitzar-ho per a enters de qualsevol precisió {Long, Int, Short, Byte}

NumericRange[T: Integral] // classe de seqüències de tipus que implementen Integral[T] (anell unitari íntegre ordenat euclidià: operacions dels enters)

Les següents expressions retornen un iterador, que es pot fer servir com a generador en una clàusula for, o bé aplicar toList per obtenir-ne una llista.
```
(
1
 
until
 
5
)
 
// interval obert (exclou límit superior)

(
1
 
to
 
5
)
 
// interval tancat (inclusiu)

(
1
 
to
 
5
 
by
 
2
)
 
// interval amb increment

```

### Llistes
```
object
 
Main
 
extends
 
App
 
{

 
val
 
llista
 
=
 
(
1
 
to
 
3
).
toList
 
;
 
// List(1,2,3)

 
def
 
descriuLlista
[
T
](
llista
:
 
List
[
T
])
 
=
 

 
llista
 
match
 
{

	 
case
 
Nil
 
=>
 
println
 
(
"llista buida"
)
 
;

	 
case
 
ll
 
@
 
(
_
 
::
 
_
)
 
=>
 
// as-pattern (variable @ patró): unifica variable i terme encaixat

 
println
 
(
"llista no buida: "
 
+
 
ll
.
toString
)
 
;

 
}

 
descriuLlista
(
llista
)

}

```

#### Llistes per comprensió
La clàusula for admet una primera part amb generadors i filtres (clàusula if), i una segona part que pot ésser o bé un bloc d'efectes col·laterals sobre els elements del generador, o bé una clàusula yield (trad.:produeix) que mapeja l'expressió o bloc als elements del primer generador retornant la col·lecció resultant.
```
 
// retorna els dobles dels parells de l'interval

 
// en una col·lecció del tipus del primer generador

 
val
 
iterador
 
=
 
for
 
(
i
 
<-
 
Iterator
.
range
(
des_de
,
 
topall_exclòs
)
 

 
if
 
i
 
%
 
2
 
==
 
0

 
)
 
yield
 
2
 
*
 
i
 
// el tipus resultant és Iterator[Int]

 
println
 
(
iterador
.
toList
)

 
// equivalent amb rangs: (des_de to topall_inclòs)

 
val
 
iterador
 
=
 
(
1
 
to
 
12
).
iterator
.
filter
(
_
 
%
 
2
 
==
 
0
).
map
(
_
 
*
 
2
)
 

 
println
 
(
iterador
.
toList
)

```

##### Encadenamentmonàdic
Les llistes per comprensió introdueixen l'encadenament monàdic: encadenament d'una acció amb una funció d'efectes col·laterals sobre el resultat precedent, el tipus final és el de l'acció primera amb resultat determinat per la funció (avaluada en segon lloc). L'acció també és assimilable a l'avaluació d'una col·lecció amb el tipus de l'element com a tipus del resultat.
La clàusula for incorpora una seqüència de generadors, guardes (clàusula if), expressions basades en resultats precedents (clàusula let) i cos, que es tradueix en l'ús de les primitives flatMap, filter i finalment map per al cos, retornant sempre una col·lecció del tipus del primer generador, amb elements del tipus del resultat del cos.
```
scala
>
 
val
 
opt3
 
=
 
Some
(
3
)

scala
>
 
val
 
opt4
 
=
 
Some
(
4
)

scala
>
 
for
 
{
 
x
 
<-
 
opt3
;
 

 
y
 
<-
 
opt4
 
}
 
yield
 
(
x
+
y
)

res4
:
 
Option
[
Int
]
 
=
 
Some
(
7
)

// desplegament monàdic equivalent

scala
>
 
opt3
 
flatMap
 
{
 
x
 
=>
 
opt4
 
map
 
{
 
y
 
=>
 
x
 
+
 
y
}}

res5
:
 
Option
[
Int
]
 
=
 
Some
(
7
)

```

Per als tipus amb "efecte fallada" (element absorbent per a flatMap), com ara Option[T], Try[T], List[T], ..., l'encadenament de generadors, filtres i expressions evita la necessitat de consultar la correcció del resultat a cada pas, perquè l'encadenament progressa només per als elements no absorbents per l'esquerra respecte a l'encadenament (aquí l'op. flatMap).
```
--
 
ús
 
de
 
l
'encadenament
 
monàdic
 
per
 
al
 
tipus
 
Try
[
T
]
 
(
variants
 
Success
[
T
]
 
i
 
Failure
[
Throwable
])

--
 
Try
 
encapsula
,
 
a
 
l
'exemple
,
 
l
'avaluació
 
de
 
l
'operació
 
de
 
lectura
,
 
retornant
 
Failure
(
err
)
 
en
 
cas
 
d
'excepció

--
 
Failure
(..)
 
és
 
l
'element
 
absorbent
 
per
 
l
'esquerra
 
de
 
'
'flatMa
p
''
 
per
 
al
 
tipus
 
Try
,
 
fent
 
que
 
l
'encadenament
 
no
 
progressi
.

val
 
result
 
=
 
for
 
(
dividend
 
<-
 
Try
(
Console
.
readLine
(
"entreu dividend: "
)
 
;

 
divisor
 
<-
 
Try
(
Console
.
readLine
(
"entreu divisor: "
)

 
)
 
yield
 
dividend
 
/
 
divisor

result
 
match
 
{

 
case
 
Success
(
v
)
 
=>
 
println
 
(
"correcte: "
 
+
 
v
.
toString
)

 
case
 
Failure
(
err
)
 
=>
 
println
 
(
"pifiada: "
 
+
 
err
.
getMessage
)

 
}

```

Vegeu presentació "Introduction to Monads in Scala".

### Variables i mètodes
El tipus de les declaracions es pot ometre si es dedueix de la seva inicialització de manera inequívoca, altrament el compilador avisarà.
```
val
 
identificador
 
:
Tipus
 
=
 
expressió
 
// amb val: assigna el valor de l'expressió com a constant

var
 
identificador
 
:
Tipus
 
=
 
expressió
 
// amb var: variable mudable

def
 
identificador
 
:
Tipus
 
=
 
expressió
 
// amb def: es recalcula a cada invocació

// Les inicialitzacions de variables amb el comodí '_' 

// assignen l'element zero del tipus si és subtipus de 'AnyVal' (pas per valor) 

// o bé 'null' si és subtipus de 'AnyRef' (pas per referència)

scala
>
 
var
 
v
 
:
 
Boolean
 
=
 
_

v
:
 
Boolean
 
=
 
false

scala
>
 
var
 
v
 
:
 
Int
 
=
 
_

v
:
 
Int
 
=
 
0

scala
>
 
var
 
v
 
:
 
String
 
=
 
_

v
:
 
String
 
=
 
null

```

La diferència entre una definició amb val i un mètode (definit amb def) és que l'assignació amb val es calcula una única vegada, mentre que amb def es recalcula a cada invocació.

### Operadors
Els operadors són mètodes definits amb símbols.
```
class
 
Q
 
{

 
def
 
##
(
that
:
Q
)
 
=
 
this
 
!=
 
that

 
}

```

La precedència la determina el primer caràcter del símbol. (Vegeu apartat 'Infix operators' al manual de ref. del llenguatge).
```
(all letters)
|
^
&
< >
= !
:
+ -
* / %
(all other special characters)

```

#### associativitat per la dreta explícita
L'associativitat la determina el darrer caràcter del símbol, que si és ':' llavors és associatiu per la dreta, altrament associatiu per l'esquerra. Vegeu ScalaReference.pdf (paràgraf 6.12.3 Infix Operations).
L'associativitat per la dreta, en agrupar per la dreta, requereix que l'operador en notació infix s'avaluï com a mètode del tipus de l'operand de la dreta:
```
// si 'x1' i 'x2' són elements i 'xs' és una col·lecció

x1
 
+:
 
x2
 
+:
 
xs
 
≡
 
x1
 
+:
 
(
x2
 
+:
 
xs
)
 
// (+:) ha de ser mètode del tipus de l'operand de la dreta: la col·lecció

```

L'associativitat per la dreta pels ':' finals, afecta a més dels operadors, als constructors definits amb símbols, com ara (::) el "Cons" de les llistes i també (#::) el "Cons" dels Stream.
```
// (++:) concatenació amb associativitat per la dreta (pels ':' final)

// (++:) és membre del tret "Traversable", que haurà d'implementar l'operand de la dreta

// StringBuilder és una ''String'' mudable que implementa ''Growable'' (que pot créixer).

// seq.mkString converteix una seqüència en una String

val
 
strBldr
 
=
 
"abc"
 
++:
 
"def"
 
++:
 
new
 
StringBuilder
(
"ghi"
)

val
 
novaStr
 
=
 
strBldr
.
mkString

```

### Trets (ang:traits): el sistema d'extensió de classes i d'objectes singulars
La paraula anglesa trait es pot traduir per tret o característica (vegeu diccionaris d'anglès).
Un tret encapsula una característica incorporable a una classe d'objectes o bé a un object singular.
Són assimilables als interface del Java, però amb el potencial d'una classe abstracta.
Els trets poden contenir estructura (camps), comportament (mètodes) i tipus associats, tant abstractes com concrets (amb implementació), però no són instanciables per si mateixos, ni podien tenir paràmetres de valor. Això canviarà pròximament permetent els paràmetres als trets.
```
import
 
java
.
awt
.{
Color
}
 
;

trait
 
Acoloriment
 
{

	
var
 
color
:
Color
;
 

	
def
 
pinta
(
nouColor
:
 
Color
):
 
Unit
 
=
 
{
 
color
 
=
 
nouColor
}

	
def
 
imprimeixColor
:
 
Unit
 
=
 
{
 
print
(
"color: "
);
 
println
(
color
)
 
}
 

}

trait
 
Cloneable
 
extends
 
java
.
lang
.
Cloneable
 
{

 
override
 
def
 
clone
():
 
Cloneable
 
=
 
{
 
super
.
clone
();
 
this
 
}

}

trait
 
Resetable
 
{

 
def
 
reset
:
 
Unit

}

def
 
cloneAndReset
(
obj
:
 
Cloneable
 
with
 
Resetable
):
 
Cloneable
 
=
 
{

 
val
 
cloned
 
=
 
obj
.
clone
()

 
obj
.
reset

 
cloned

}

```

#### herència múltiple
L'herència múltiple es basa en la incorporació de trets.
```
import
 
java
.
awt
.{
Color
}
 
;

class
 
Punt
(
xInicial
:
Int
)
 
{

	
var
 
x
:
 
Double
 
=
 
xInicial
.
toDouble
 
;

	
def
 
desplaça
(
dx
:
 
Double
):
 
Unit
 
=
 
{
 
x
 
=
 
x
 
+
 
dx
}

	
def
 
imprimeixPosició
:
 
Unit
 
=
 
{
 
print
(
"posició: "
);
 
println
(
x
)
 
}
 

}

// els trets (ang: trait) són com una classe abstracta

trait
 
Acoloriment
 
{

	
var
 
color
:
 
Color
;
 

	
def
 
pinta
(
nouColor
:
 
Color
):
 
Unit
 
=
 
{
 
color
 
=
 
nouColor
}

	
def
 
imprimeixColor
:
 
Unit
 
=
 
{
 
print
(
"color: "
);
 
println
(
color
)
 
}
 

}

// incorpora el tret Acoloriment donant valor als membres abstractes

class
 
PuntAcolorit
(
xInicial
:
Int
,
 
colorInicial
:
 
Color
)
 
extends
 
Punt
(
xInicial
)
 
with
 
Acoloriment
 
{

	
var
 
color
 
=
 
colorInicial
 
;

	
def
 
desplaçaIPinta
(
dx
:
 
Double
,
 
nouColor
:
 
Color
)
 
=
 
{
 

	 
super
[
Punt
].
desplaça
(
dx
)
 
;

	 
super
[
Acoloriment
].
pinta
(
nouColor
)
 
;

	
}

}

object
 
Main
 
extends
 
App
 
{

	

 
val
 
punt
 
=
 
new
 
PuntAcolorit
(
0
,
 
Color
.
WHITE
)
 
{
 
// extensió en instanciar

 
// només aquesta instància incorpora l'extensió

	 

	 
def
 
desplaçaRàpid
(
dx
:
 
Double
)
 
=
 
{
 

	 	 
x
 
=
 
x
 
+
 
10.0
 
*
 
dx

	 
}

 
}

 
punt
.
desplaçaIPinta
(
2
,
 
Color
.
BLUE
)
 
;

 
punt
.
desplaçaRàpid
(
3.5
)

 
punt
.
imprimeixPosició
 
;

 
punt
.
imprimeixColor
 
;

}

```

dona el resultat:
```
posició: 37.0
color: java.awt.Color[r=0,g=0,b=255]

```

#### Restricció del tipus propi (ang:self-types)
La restricció al tipus propi en un tret (especificant un identificador, com ara self, abans de =>) permet relacionar un tret amb una instància concreta d'un tipus abstracte. És possible utilitzar this per aquest afer, però en cas de referir-s'hi en una classe interna (niuada) l'identificador this quedaria tapat. this es referiria a l'objecte corresponent a la classe interna i no a l'externa.
Del document "Scala Component Abstractions" de M.Odersky.
```
abstract
 
class
 
Graf
 
{

 
type
 
Node
 
<:
 
NodeBase
;
 
// volem que els nodes implementin NodeBase

 
class
 
Arc
(
val
 
origen
:
 
Node
,
 
val
 
destí
:
 
Node
)
 
{}

 
class
 
NodeBase
 
{

 
def
 
connectaAmb
(
n
:
 
Node
):
 
Arc
 
=

 
new
 
Arc
(
this
,
 
n
);
 
// il·legal !! 'this' no és de tipus Node

 
}

}

```

Solució amb self-types
```
abstract
 
class
 
Graf
 
{

 
type
 
Node
 
<:
 
NodeBase
;
 
// volem que els nodes implementin NodeBase

 
class
 
Arc
(
val
 
origen
:
 
Node
,
 
val
 
destí
:
 
Node
)
 
{}

 
abstract
 
class
 
NodeBase
 
{

 
self
:
 
Node
 
=>
 
// requeriment que el tipus propi sigui subtipus de Node en obtenir-ne una classe concreta

 
def
 
connectaAmb
(
n
:
 
Node
):
 
Arc
 
=

 
new
 
Arc
(
self
,
 
n
);
 
// ara si que passa la compilació

 
}

}

// classe concreta de Graf que incorpora la classe concreta Node

class
 
GrafEtiquetat
 
extends
 
Graf
 
{

 
class
 
Node
(
etiq
:
 
String
)
 
extends
 
NodeBase
 
{

 
def
 
getEtiqueta
:
 
String
 
=
 
etiq
;

 
}

}

```

### Anàlisi per casos del subtipatge per especialització
Refinament de tipus (ang: Downcasting) al d'una classe derivada, amb caracterització mitjançant asInstanceOf prèvia comprovació amb isInstanceOf.
```
def
 
fun
(
param
:
 
Tipus
)
 
=
 
if
 
(
param
.
isInstanceOf
[
Subtipus
])
 
{
 

 
val
 
subtipParam
 
=
 
param
.
asInstanceOf
[
Subtipus
];
 

 
...
 
}

 
else
 
...

```

### Enumeracions
```
object
 
Main
 
extends
 
App
 
{

 
object
 
DiaSetm
 
extends
 
Enumeration
 
{

 
type
 
DiaSetm
 
=
 
Value

 
val
 
Dl
,
 
Dt
,
 
Dc
,
 
Dj
,
 
Dv
,
 
Ds
,
 
Dg
 
=
 
Value

 
}

 
import
 
DiaSetm
.
_

 
def
 
ésDiaFeiner
(
d
:
 
DiaSetm
)
 
=
 
!
 
(
d
 
==
 
Ds
 
||
 
d
 
==
 
Dg
)

 
println
 
(
DiaSetm
.
values
 
filter
 
(
ésDiaFeiner
)
 
mkString
 
(
", "
))

 
}

```

```
$
 
sbt
 
run
Java
 
HotSpot
(
TM
)
 
64
-Bit
 
Server
 
VM
 
warning:
 
ignoring
 
option
 
MaxPermSize
=
256M
;
 
support
 
was
 
removed
 
in
 
8
.0

[
info
]
 
Set
 
current
 
project
 
to
 
enums
 
(
in
 
build
 
file:/home/gabi64/lleng/scala/enums/
)

[
info
]
 
Compiling
 
1
 
Scala
 
source
 
to
 
/home/gabi64/lleng/scala/enums/target/scala-2.10/classes...

[
info
]
 
Running
 
Main
 

Dl,
 
Dt,
 
Dc,
 
Dj,
 
Dv

[
success
]

```

### Parametrització de tipus amb cota superior
Admetre tipus més especialitzats que un tipus determinat.
```
trait
 
Similar
 
{

 
def
 
isSimilar
(
x
:
 
Any
):
 
Boolean

}

case
 
class
 
MyInt
(
x
:
 
Int
)
 
extends
 
Similar
 
{

 
def
 
isSimilar
(
m
:
 
Any
):
 
Boolean
 
=

 
m
.
isInstanceOf
[
MyInt
]
 
&&

 
m
.
asInstanceOf
[
MyInt
].
x
 
==
 
x

}

object
 
UpperBoundTest
 
extends
 
App
 
{

 
def
 
findSimilar
[
T
 
<:
 
Similar
](
e
:
 
T
,
 
xs
:
 
List
[
T
]):
 
Boolean
 
=

 
if
 
(
xs
.
isEmpty
)
 
false

 
else
 
if
 
(
e
.
isSimilar
(
xs
.
head
))
 
true

 
else
 
findSimilar
[
T
](
e
,
 
xs
.
tail
)

 
val
 
list
:
 
List
[
MyInt
]
 
=
 
List
(
MyInt
(
1
),
 
MyInt
(
2
),
 
MyInt
(
3
))

 
println
(
findSimilar
[
MyInt
](
MyInt
(
4
),
 
list
))

 
println
(
findSimilar
[
MyInt
](
MyInt
(
2
),
 
list
))

}

```

### funcions amb llista d'arguments variable
El símbol '*' després del tipus del darrer argument, indica que el paràmetre actual corresponent pot aparèixer zero o més vegades, i que cal prendre aquest argument com una seqüència.
```
def
 
imprimeix
(
args
:
 
String
*
)
 
=
 
{

 
for
(
arg
 
<-
 
args
){

 
println
(
arg
);

 
}

}

imprimeix
(
"abc"
,
 
"def"
,
 
"ghi"
)

```

### funcions anònimes com a expressió
exemple:
```
(x: Int, y:Int) => x + y // el tipus del resultat és deduït per inferència en aquest cas
```

En l'exemple següent el compilador dedueix els tipus dels paràmetres de la funció sobre la qual s'aplica.
```
object
 
Main
 
extends
 
App
 
{

 
val
 
llista
 
=
 
List
(
1
,
2
,
3
,
4
);
 
// pels literals infereix tipus List[Int]

 
// aplica la funció a un acumulador i cada valor de la llista

 
// els tipus dels paràmetres els dedueix de l'aplicació parcial (funció ometent paràmetres) precedent.

 
// tipus de llista.foldleft(0) : (Int * Int) => Int

 
val
 
result
 
=
 
llista
.
foldLeft
(
0
)
 
{
 
(
x
,
y
)
 
=>
 
x
+
y
 
};
 

 
Console
.
print
(
"resultat: "
)
 
;

 
Console
.
println
(
result
);

}

```

dona l'esperat
```
resultat: 10
```

#### Aplicació parcial d'operadors i mètodes
L'aplicació parcial d'operadors s'expressa substituint un o més operands pel comodí '_' en una expressió. Ex. (3 + _) : (Int => Int)
- També es pot referir a mètodes: (_.toString) : (Any => String)

```
scala
>
 
:
type
 
List
[
Any
](
1
,
 
2.5
,
 
"abc"
)
 
.
map
 
(
_
.
toString
)

List
[
String
]

scala
>
 
def
 
floatMes3
:
 
(
Float
 
=>
 
Float
)
 
=
 
(
_
 
+
 
3
)
 
// cal la restricció de tipus

floatMes3
:
 
Float
 
=>
 
Float

```

#### Aplicació parcial d'una funció
Per obtenir el valor de funció dels mètodes def d'un object (que són mètodes estàtics) i poder passar-lo com a paràmetre a una funció d'ordre superior, cal substituir els paràmetres no aplicats amb un únic comodí '_'.
Scala no té polimorfisme d'ordre superior (ang:impredicative polymorphism), per tant les funcions que es passen com a paràmetre no poden ser polimòrfiques (cal donar valor als seus paràmetres de tipus).
```
// Definint ''flip'' (intercanviar l'ordre d'arguments) per fer-lo servir més tard

scala
>
 
def
 
flip
[
T1
,
 
T2
,
 
R
](
f
 
:
 
T1
 
=>
 
T2
 
=>
 
R
)
 
(
x
:
 
T2
)
 
(
y
:
 
T1
)
 
:
 
R
 
=
 
f
 
(
y
)
 
(
x
)

flip
:
 
[
T1
,
 
T2
,
 
R
](
f
:
 
T1
 
=>
 
(
T2
 
=>
 
R
))(
x
:
 
T2
)(
y
:
 
T1
)
R

scala
>
 
def
 
cons
[
A
]
 
(
x
:
 
A
)
 
(
xs
:
 
List
[
A
])
 
=
 
x
 
::
 
xs

cons
:
 
[
A
](
x
:
 
A
)(
xs
:
 
List
[
A
])
List
[
A
]

scala
>
 
:
type
 
cons
[
Int
]
 
(
5
)
 
_
 
// tipus aplicant només un paràmetre

List
[
Int
]
 
=>
 
List
[
Int
]

scala
>
 
:
type
 
cons
[
Int
]
 
_
 
// tipus aplicant zero paràmetres

Int
 
=>
 
(
List
[
Int
]
 
=>
 
List
[
Int
])
 

scala
>
 
flip
 
(
cons
[
Int
]
 
_
)
 
(
List
(
2
,
3
))
 
(
1
)
 
// passant 'cons' a 'flip' (funció d'ordre superior)

res0
:
 
List
[
Int
]
 
=
 
List
(
1
,
 
2
,
 
3
)

```

#### Composició icurrificacióde funcions
La interfície Function1 de funcions d'un argument aporta mètodes per la composició de funcions.
La interfície Function2 de funcions de dos arguments aporta mètodes per obtenir versions currificades (.curried) i la inversa (.tupled).
Function3 a Function19 també definides.
```
package
 
test

object
 
Main
 
extends
 
App
 
{

 
// composició de les funcions d'un arg.

 
def
 
doble
(
x
:
 
Int
)
 
=
 
x
 
*
 
2

 
def
 
suma3
(
x
:
 
Int
)
 
=
 
x
 
+
 
3

 
// f compose g == f. g

 
// f andThen g == g. f

 
// cal especificar '_' per obtenir l'aplicació parcial

 
def
 
doblaiSuma3
 
=
 
(
doble
 
_
).
andThen
(
suma3
 
_
)
 
// composició d'esquerra a dreta

 
def
 
doblaiSuma3
 
=
 
(
suma3
 
_
).
compose
(
doble
 
_
)
 
// composició amb estil matemàtic, resultat idèntic a l'anterior

 
val
 
prova
 
=
 
doblaiSuma3
(
5
)

 
// currificació i aplicabilitat als arg. en tupla

 
def
 
cons
[
A
]
 
(
x
:
 
A
,
 
xs
:
 
List
[
A
])
 
=
 
x
 
::
 
xs

 
def
 
f
[
T
]
 
=
 
(
cons
[
T
]
 
_
)
 
// cal especificar '_' per obtenir l'aplicació parcial

 
val
 
x1
 
=
 
f
 
(
1
,
 
List
(
2
,
3
))
 

 
// currificació (amb 'curried'' la funció s'aplica als param. separats

 
val
 
x2
 
=
 
f
[
Int
].
curried
 
(
1
)
 
(
List
(
2
,
3
))
 
// cal explicitar el paràmetre actual de tipus 

}

```

#### funcions d'ordre superior
Amb funcions als paràmetres o al resultat.
```
// en aquest cas, funció que pren una funció d'argument i en retorna una altra

def
 
sum
(
f
:
 
Int
 
=>
 
Int
):
 
(
Int
,
 
Int
)
 
=>
 
Int
 
=
 
{

 
def
 
sumF
(
a
:
 
Int
,
 
b
:
 
Int
):
 
Int
 
=
 
// suma f(x), x <- [a..b]

 
if
 
(
a
 
>
 
b
)
 
0
 
else
 
f
(
a
)
 
+
 
sumF
(
a
 
+
 
1
,
 
b
)

 
&sumF

}

def
 
sumaDobles
 
=
 
&sum
(
x
 
=>
 
2
 
*
 
x
)

def
 
sumaQuadrats
 
=
 
&sum
(
x
 
=>
 
x
 
*
 
x
)

```

### Definició per patrons d'una funció - EltretPartialFunction
Vegeu "Pattern-matching anonymous functions".
```
def
 
or
 
:
 
(
Boolean
,
 
Boolean
)
 
=>
 
Boolean
 
=
 

 
{
 
case
 
(
true
,
 
_
)
 
=>
 
true
;
 

 
case
 
(
false
,
 
x
)
 
=>
 
x

 
}

```

Equival a la definició per encaixos dels llenguatges funcionals (ex.: Haskell) amb un sol paràmetre i un resultat.
Una definició per seqüència de patrons, si no són exhaustius, és una funció definida parcialment.
Les funcions amb definició per patrons implementen el tret PartialFunction[A /*entrada*/, B /*resultat*/], amb mètodes molt interessants.
```
val
 
pf
:
 
PartialFunction
[
A
,
 
B
]
 
=
 
{
 
case
 
patró1
 
if
 
condició
 
=>
 
...;
 

 
case
 
patró2
 
=>
 
...
 
;

 
...
 
}

```

La funció pf.isDefinedAt(x:A) retorna si el paràmetre encaixa en alguna de les clàusules case (filtres compresos) !!
El mètode lift com a pf.lift embolcalla el resultat en un Option oferint una versió total de la funció parcial.
El mètode applyOrElse permet especificar una funció per defecte per als casos no definits.
```
pf
.
applyOrElse
(
x
,
 
funcPerDefecte
)
 
≡
 
if
(
pf
 
isDefinedAt
 
x
)
 
pf
(
x
)
 
else
 
funcPerDefecte
(
x
)

```

El mètode orElse admet la composició amb una altra funció parcial, que s'avalua per als casos no definits de la primera.
```
scala
>
 
val
 
dobleDeParell
:
 
PartialFunction
[
Int
,
 
Int
]
 
=
 
{

 
|
 
case
 
x
 
if
 
x
 
%
 
2
 
==
 
0
 
=>
 
2
 
*
 
x

 
|
 
}

dobleDeParell
:
 
PartialFunction
[
Int
,
Int
]
 
=
 
<
function1
>

scala
>
 
dobleDeParell
.
isDefinedAt
(
3
)

res0
:
 
Boolean
 
=
 
false

scala
>
 
dobleDeParell
.
isDefinedAt
(
2
)

res1
:
 
Boolean
 
=
 
true

scala
>
 
dobleDeParell
.
lift
(
3
)

res2
:
 
Option
[
Int
]
 
=
 
None

```

- A les col·leccions:

collect mapeja amb una funció parcial obtenint la col·lecció de les imatges d'aquells elements per als quals la funció està definida:
```
// interfície GenTraversable

def
 
collect
[
B
](
pf
:
 
PartialFunction
[
A
,
 
B
]):
 
Repr
[
B
]

// interfície GenTraversableOnce

def
 
collectFirst
[
B
](
pf
:
 
PartialFunction
[
A
,
 
B
]):
 
Option
[
B
]
 
// obté, si existeix, la primera de les imatges de mapejar amb una funció parcial

```

### Excepcions

#### Excepcions en la Gestió de recursos
La clàusula try {..} catch (err:Throwable) {..} finally {..} possiblita la gestió d'excepcions i alliberament de recursos.
L'objecte Exception aporta diverses possibilitats addicionals.

##### gestió automàtica
La recent construcció a Java 7 try-with-resources que encapsula el recurs i el seu alliberament ha fet repensar una clàusula semblant a Scala. Per a l'anomenat "Loan pattern" o patró del préstec (perquè el recurs s'ha de tornar), es proposa la següent construcció (Closeable és una interfície de Java)
```
def
 
using
[
A
,
 
R
 
<:
 
Closeable
](
r
 
:
 
R
)(
f
 
:
 
R
 
=>
 
A
)
 
:
 
A
 
=
 
{

 
var
 
result
 
:
 
A
 
=
 
_

 
try
 
{

 
result
 
=
 
f
(
r
)

 
}
 
finally
 
{

 
try
 
{
r
.
close
()}
 

 
catch
 
{
case
 
e
:
 
IOException
 
=>
 
()}

 
}

 
result

 
}

```

La biblioteca scala-arm proporciona una implementació a través de la implementació monàdica de les clàusules for, que evita el niuament de construccions en cas d'adquisició de múltiples recursos.
```
import
 
resource
.
_

// dos recursos, còpia de input a output, amb alliberament automàtic

for
(
input
 
<-
 
managed
(
new
 
java
.
io
.
FileInputStream
(
"test.txt"
);
 

 
output
 
<-
 
managed
(
new
 
java
.
io
.
FileOutputStream
(
"test2.txt"
))
 
{

 
val
 
buffer
 
=
 
new
 
Array
[
Byte
](
512
)

 
def
 
read
():
 
Unit
 
=
 
input
.
read
(
buffer
)
 
match
 
{

 
case
 
-
1
 
=>
 
()

 
case
 
n
 
=>
 
output
.
write
(
buffer
,
0
,
n
);
 
read
()

 
}

 
read
()

}

```

#### Anàlisi per casos de l'èxit o fracàs de l'avaluació. La classe Try
El generador Try(expr) avalua una expressió que pot llançar excepcions, permetent analitzar per casos l'èxit o fracàs de l'avaluació, oferint com a resultat dues variants d'encaix (case classes) de la classe Try[T] que són Success(resultat:T) i Failure(excepció:Throwable).
A més implementa la classe de tipus Mònada amb (Failure(e:Throwable)) com a element absorbent de l'encadenament, de manera que en una clàusula for (avaluació monàdica) la fallada fa que no s'avaluïn les clàusules subsegüents del for evitant la necessitat de comprovació de l'èxit a cada pas.
A l'exemple el tipus del for és com sempre el del primer generador, en aquest cas un tipus Try.
```
val
 
res
 
=
 
for
 
(
dividend
 
<-
 
Try
(
Console
.
readLine
(
"entreu dividend: "
)
 
;

 
divisor
 
<-
 
Try
(
Console
.
readLine
(
"entreu divisor: "
)

 
)
 
yield
 
dividend
 
/
 
divisor

res
 
match
 
{

 
case
 
Success
(
v
)
 
=>
 
println
 
(
"correcte: "
 
+
 
v
.
toString
)

 
case
 
Failure
(
err
)
 
=>
 
println
 
(
"error de lectura (del readLine) "
 
+
 
err
.
getMessage
)

 
}

```

#### Disseny per Contracte
Precondicions, postcondicions i invariants

##### Assercions
Vegeu Assercions i Opció de compilació -enableassertions
assert(predicat [,missatge])especifica un predicat que cal provar i dispara l'excepció java.lang.AssertionError: assertion failed: missatge
assume(axioma [,missatge])especifica un axioma (asserció que les eines de comprovació estàtica de tipus no han de deduir de proposicions precedents). En temps d'execució actua com un assert disparant l'excepció java.lang.AssertionError: assumption failed: missatge
error(missatge)per al cas d'estats inconsistents o bé de funció no definida per un cas dels paràmetres
???indica implementació pendent, dispara UnsupportedOperationException("not implemented").
```
def
 
mètode
 
:
 
Tipus
 
=
 
???
 
// mètode pendent d'implementar (per poder passar la compilació)

```

##### Precondició
La clàusula require ha estat declarada obsoleta i retirada a la v2.8.
Es recomana fer servir la definició per patrons per especificar les precondicions.

##### Postcondició
{acció} ensuring (_ => condició [,missatge])asserció com a funció sobre el resultat d'un bloc de codi.
```
// malament a posta, per fer petar la postcondició

scala
>
 
def
 
incrementa
(
x
:
 
Int
)
 
=
 
{
 
x
 
-
 
1
 
}
 
ensuring
 
(
_
 
>
 
x
,
 
"el resultat no és superior"
)

incr
:
 
(
x
:
 
Int
)
Int

scala
>
 
incrementa
 
(
5
)

java
.
lang
.
AssertionError
:
 
assertion
 
failed
:
 
el
 
resultat
 
no
 
és
 
superior

 
at
 
scala
.
Predef$Ensuring$
.
ensuring$extension3
(
Predef
.
scala
:
256
)

 
at
 
.
incr
(
<
console
>:
10
)

 
...
 
43
 
elided

```

#### Anàlisi per casos de l'avaluació de funcions parcials
És interessant evitar les funcions que disparen error() degut a paràmetres il·legals o estats inconsistents, i obtenir-ne versions amb resultat opcional (Option[T]) que obliga a analitzar el resultat a la rutina que fa la crida.
Vegeu també #Definició per patrons d'una funció - El tret PartialFunction
Igualment les funcions que disparen excepcions poden ser avaluades amb Try(expressió) oferint resultat de tipus Try[T] que retorna o bé el resultat, amb la variant Success[T](v:T), o bé l'excepció amb Failure(e:Throwable), evitant que aquesta es propagui més amunt.

### XMLal codi
Admet notació de llenguatge de marques XML com a literal, amb interpolació d'expressions entre claus "{}". Vegeu
```
object
 
Main
 
extends
 
App
 
{

 
val
 
idioma
 
=
 
"ca"
 
;

 
val
 
títol
 
=
 
"El meu títol"
 
;

 
val
 
xmlTítol
 
=
 
<
title
>
 
{
títol
}
 
</
title
>
;
 
// entre claus '{' <expr> '}' interpolació d'expressions.

 
val
 
xmlCapçalera
 
=
 
<
head
>
 
{
xmlTítol
}
 
</
head
>
;

 
val
 
xmlCos
 
=
 
<
body
>
 
Aquesta
 
pàgina
 
duu
 
per
 
títol
:
 
{
títol
}
 
</
body
>
 
;

 
// substitució a l'atribut, hi afegeix les cometes.

 
val
 
xmlPàgina
 
=
 
<
html
 
lang
=
{
idioma
}
>
 
{
xmlCapçalera
}
 
{
xmlCos
}
 
</
html
>
 
;

 
// prefix

 
val
 
capsalXml
 
=
"<?xml version='1.0' encoding='UTF-8' ?>\n"
 
;

 
val
 
doctype
 
=
 
"<!DOCTYPE html PUBLIC \"-//W3C//DTD XHTML 1.0 Strict//EN\" "
 
+

 
" \"http://www.w3.org/TR/xhtml1/DTD/xhtml1-strict.dtd\">\n"
 
;

 
println
(
capsalXml
 
+
 
doctype
 
+
 
xmlPàgina
)
 
;

}

```

El paquet de tractament de XML scala.xml, que anteriorment formava part de la biblioteca base de Scala, ha estat separat en un paquet Jar independent que es pot obtenir amb el codi font al GitHub d'aquí.

### Implícits
Scala té diversos mecanismes relacionats amb el tipus que busquen automàticament entre les instàncies visibles en l'àmbit,
- o bé la conversió implícita de tipus,
- o bé, en cas d'un genèric de tipus (classe de tipus), la implementació corresponent al tipus emprat (tipus del paràmetre actual).

#### Vistes de tipus (conversions implícites)
Si el tipus del paràmetre actual no correspon amb el del paràmetre formal, però existeix una funció de conversió implícita entre ambdós tipus:
```
// del Predef

// char2int permet emprar valors de tipus Char en paràmetres Int

implicit
 
def
 
char2int
 
(
x
:
 
Char
):
 
Int

```

#### Restricció de Convertibilitat (View bound)
És una alternativa menys estricta que un requeriment de subtipatge.
type A <% T  // indica que cal que existeixi una conversió implícita de A a T. Vegeu Scala Views
```
trait
 
Set
[
A
 
<%
 
Ordered
[
A
]]...
 
// consulteu la ref.

```

#### Instàncies implícites de classes de tipus
El mecanisme dels implicit objects permet obtenir la instància (implementació) d'una classe de tipus (classe abstracta genèrica parametritzada per un tipus) per al tipus del paràmetre actual.
A l'exemple el paràmetre (implicit m: Monoid[A]), m obtindrà el valor de la instància específica del genèric Monoid[A] per al tipus del paràmetre actual emprat en la crida a la funció def sumaLlista[A](xs: List[A])(implicit m: Monoid[A]).
```
 
abstract
 
class
 
SemiGrup
[
A
]
 
{

 
def
 
suma
(
x
:
 
A
,
 
y
:
 
A
):
 
A

 
}

 
abstract
 
class
 
Monoid
[
A
]
 
extends
 
SemiGrup
[
A
]
 
{

 
def
 
zero
:
 
A

 
}

 
object
 
ImplicitTest
 
extends
 
App
 
{

 
// mòdul instància de Monoid per al tipus String

 
implicit
 
object
 
StringMonoid
 
extends
 
Monoid
[
String
]
 
{

 
def
 
suma
(
x
:
 
String
,
 
y
:
 
String
):
 
String
 
=
 
x
 
concat
 
y

 
def
 
zero
:
 
String
 
=
 
""

 
}

 
// mòdul instància de Monoid per al tipus Int

 
implicit
 
object
 
IntMonoid
 
extends
 
Monoid
[
Int
]
 
{

 
def
 
suma
(
x
:
 
Int
,
 
y
:
 
Int
):
 
Int
 
=
 
x
 
+
 
y

 
def
 
zero
:
 
Int
 
=
 
0

 
}

 
// sumaLlista

 
// el paràm. implícit selecciona instància segons el tipus del paràm. actual (a la crida) 

 
// entre els ''implícit object''s visibles en l'àmbit.

 
def
 
sumaLlista
[
A
](
xs
:
 
List
[
A
])(
implicit
 
m
:
 
Monoid
[
A
]):
 
A
 
=
 

 
xs
 
match
 
{

 
case
 
Nil
 
=>
 
m
.
zero

 
case
 
y
 
::
 
ys
 
=>
 
m
.
suma
(
y
,
 
sumaLlista
(
ys
))

 
}

 
println
(
sumaLlista
(
List
(
1
,
 
2
,
 
3
)))
 
// obté l'objecte implícit segons el tipus del paràmetre.

 
println
(
sumaLlista
(
List
(
1
,
 
2
,
 
3
))
 
(
IntMonoid
))
 
// explicita l'implícit quan n'hi ha diversos (Monoide per a la suma, per al producte, ...) 

 
println
(
sumaLlista
(
List
(
"a"
,
 
"b"
,
 
"c"
)))

 
}

```

##### Restricció de context (Context bound) i obtenció d'instàncies ambimplicitly
Introdueix el requeriment d'instanciació de classes de tipus (genèrics) en el paràmetre de tipus.
La restricció de context [A: Monoid] indica que cal que hi hagi una instància de Monoid per al tipus A, visible en l'àmbit d'ús.
Codificació alternativa de sumaLlista. La instància de Monoid s'obté amb implicitly.
```
 
def
 
sumaLlista
[
A
:
 
Monoid
](
xs
:
 
List
[
A
]):
 
A
 
=
 
{
 

 
val
 
m
 
=
 
implicitly
[
Monoid
[
A
]]
 
// obté una instància de Monoid per al tipus A 

 
xs
 
match
 
{

 
case
 
Nil
 
=>
 
m
.
zero

 
case
 
y
 
::
 
ys
 
=>
 
m
.
suma
(
y
,
 
sumaLlista
(
ys
))

 
}

 
}

```

##### Restricció de contextrespecte aParàmetre implicit-OrderediOrdering
Ordered[A] i Ordering[A] ofereixen una funcionalitat similar
- El tret Ordered[A] equival a la interfície "Ordenat" i implementa la ordenació bàsica del tipus i només se'n defineix una de sola. Es pot especificar com a requeriment de context

```
 
def
 
nomFunció
 
[
A
:
Ordered
](
params
...)
 
=
 
...

```

- El tret Ordering[A] (Ordenació) equival a una classe de tipus instanciable en implicit objects per tipus, i en podem tenir diverses instàncies per al mateix tipus, amb relacions d'ordre diferents (ascendent, descendent, basada en un component, ...). Per explicitar la que vulguem, s'ha de fer servir com a paràmetre implícit.

```
 
def
 
nomFunció
 
[
A
](
params
...)(
implicit
 
m
:
Ordering
[
A
])
 
=
 
...

```

##### Injecció de mètodes
La conversió implícita d'un tipus a una classe o tret, té l'efecte d'augmentar els mètodes per al tipus que es converteix.
```
object
 
Test
 
extends
 
App
 
{

 
object
 
Augmentador
 
{

 
class
 
ToMyInt
(
s
:
String
)
 
{

 
def
 
toMyInt
:
 
Int
 
=
 
java
.
lang
.
Integer
.
parseInt
(
s
)

 
}

 
implicit
 
def
 
string2ToMyInt
(
s
:
 
String
)
 
=
 
new
 
ToMyInt
(
s
)

 
}

 
import
 
Augmentador
.
_
 
// incorpora l'implícit a l'àmbit

 
println
 
(
"12"
.
toMyInt
)
 

}

```

- Augment ràpid (en escriure'l però més lent d'execució).[46]

```
object
 
Test
 
extends
 
App
 
{

 
implicit
 
def
 
string2ToMyInt
(
s
:
 
String
)
 
=
 
new
 
{

 
def
 
toMyInt
:
 
Int
 
=
 
java
.
lang
.
Integer
.
parseInt
(
s
)

 
}

 
println
 
(
"12"
.
toMyInt
)
 

}

```

### Convenció per indicarefectes col·lateralsen els mètodes sense paràmetres
- Per convenció, els mètodes sense paràmetres podran ometre els parèntesis, a la definició i en l'ús, per indicar que no inclouen efectes col·laterals.[47]

```
object
 
Demo
 
{

 
val
 
valor
 
=
 
...

 
def
 
llegir
()
 
=
 
...
 
// efectes col·laterals, cal posar els parèntesis

 
def
 
obtenirValor
 
=
 
...
 
// no hi ha efectes col·laterals => no s'hi han de posar els parèntesis

}

```

### Avaluació tardana(ang: lazy)
valors lazy val (retarda l'avaluació fins que fa falta en una expressió)amb el qualificador lazy, l'expressió només s'avalua quan fa falta alguna variable del patró, i, a més a més, per l'ús de val memoritza el valor (aprofita el resultat en crides posteriors)
```
 
lazy
 
val
 
patró
 
=
 
expressió

```

paràmetres per-nom (param: => tipus) (Call by name)afegint => abans del tipus, aquests paràmetres s'avaluen substituint el nom del paràmetre en el codi per l'expressió del paràmetre actual.
```
object
 
Main
 
extends
 
App
 
{

 
var
 
cnt
 
=
 
0

 
def
 
perNom
(
n
:
 
=>
 
Int
)
 
=
 
{

 
println
(
cnt
);
 

 
println
(
n
);
 
// aquí se substitueix el nom del param. per l'expressió del param. actual

 
println
(
n
);
 
// aquí també

 
}

 
perNom
({
 
cnt
 
+=
 
1
;
 
cnt
})

}

```

execució a l'intèrpret:
```
scala> Main
0
1
2

```

VistesAvaluació no-estricta de les col·leccions.
Traversable.viewgenera una "vista d'avaluació diferida" d'una col·lecció, resultant un tipus TraversableView. Les transformacions que s'hi apliquin (map, filter, etc.), en comptes de generar una nova estructura, quedaran pendents d'aplicació generant una nova vista, fins que s'hi apliqui el mètode force.
Traversable.toIteratorpermet recórrer una estructura una sola vegada (l'iterador muda de valor a cada 'next()'). Els elements s'obtenen per necessitat, evitant la generació d'estructures intermèdies en les transformacions successives de l'estil de map, filter, fold.
Traversable.toStreampermet obtenir-ne els elements de manera tardana (per necessitat). Els streams es poden recórrer tants cops com calgui a partir d'una referència, per què hi ha memoïtzació (memorització en una taula dels resultats evitant el recàlcul).

#### evitant la necessitat dedesforestació
En l'aplicació funcional successiva, ex.: estructura.filtre(predicat).map(funcióDeTransformació).reducció(op_binària), les classes Iterator i Stream, en recuperar els elements de manera tardana, eviten la problemàtica de la desforestació (malversació d'espai per la creació d'estructures intermèdies temporals quan l'avaluació és estricta) i la necessitat d'escriure rutines multifunció filtreMapReducció(predicat, funcióDeTransformació, op_binària) d'un sol bucle per solucionar-ho.

#### Intervals numèrics
La classe Range permet definir iteradors (avaluació tardana) sobre seqüències numèriques de tipus Int.
La classe NumericRange[T] generalitza la classe Range a sencers de diferents precisions (Han d'implementar Integral[T] (anell unitari íntegre ordenat euclidià: ops. dels enters).
```
(
0
 
to
 
2
).
toList
 
// interval tancat [0,2]: List(0,1,2)

(
0
 
until
 
2
).
toList
 
// interval obert per la dreta [0,2): List(0,1) 

(
2
 
to
 
0
 
by
 
-
1
).
toList
 
// interval amb increment: List(2,1,0)

```

### LaAPIde Scala
Scala té una llarga biblioteca per facilitar la feina amb varietat de col·leccions immutables i mudables així com tractament de XML i altres que trobareu aquí.
L'especificació oficial del llenguatge és aquí.
Els elements predefinits són a l'object Predef

#### Cercadors de l'API
La API de Scala www.scala-lang.org/api/current/ permet cercar per nom de paquet, o signatures d'àmbit global.
- Hi ha un cercador d'índex de biblioteques a la mateixa web anomenat "Scaladex": index.scala-lang.org

- La web Scalex.org Arxivat 2020-11-11 a Wayback Machine. permetia, fins fa poc, cercar els identificadors exportats per un paquet, de manera similar a Hayoo[55] o bé Hoogle[56] per al llenguatge Haskell. Tanmateix se'n pot descarregar el codi del Github.[57]

- Des del Setembre/2015 hi ha un nou cercador anomenat "Scaps" a scala-search.org Arxivat 2016-06-10 a Wayback Machine..[58]

#### Biblioteques
Alguns paquets que abans estaven inclosos a la biblioteca bàsica, com ara scala.xml, ara s'han de referenciar separadament des del GitHub de Scala.
La llista de biblioteques de tercers és a Scala wiki - Tools and Libraries.

### Scala Actors -- Concurrència amb elmodel d'Actors
Vegeu ref.

### STM (Transaccions de memòria per programari)
Vegeu ref.

### Col·leccions
Vegeu ref.
Gràfic de les col·leccions immutables.
Gràfic de les col·leccions mudables.
paral·lelismeScala també disposa de col·leccions per al paral·lelisme, per aprofitar la potència dels processadors multicor amb algorismes que utilitzen l'estratègia "dividir i vèncer". El mètode par ofereix implementacions amb paral·lelisme de la majoria de col·leccions que implementen el tret ParIterable amb l'ajut d'un particionador (Splitter) que ofereix un iterador sobre les subcol·leccions disjuntes resultants de la partició.
```
(
col
·
lecció
.
par
.
map
 
(
_
 
*
 
2
)).
toList
 
// multiplica, paral·lelitzant, els elements d'una col·lecció de numèrics [http://www.scala-lang.org/api/current/index.html#scala.math.Numeric]

// el factor 2 és convertit al tipus de l'element si existeix una conversió implícita

```

concurrènciaExisteix una versió de diccionaris TrieMap (basats en arbres de prefix i taula de dispersió (ang:hash-array)) per a l'accés concurrent (simultani des de diversos fils d'execució) i lliure de baldes (ang:lock-free).

#### operacions comunes dels mòduls estàtics (object) que acompanyen les col·leccions
Vegeu "Creating collections".
```
// Generador de col·lecció buida

def
 
empty
[
A
]:
 
Col
·
lecció
[
A
]

// Generador partint d'elements oferts en una crida de nombre variable de paràmetres

def
 
apply
[
A
](
xs
:
 
A
*
):
 
Col
·
lecció
[
A
]

// el nom apply es pot ometre, és el nom de funció per defecte

// Col·lecció(elem1, elem2, ...) equival a Col·lecció.apply(elem1, elem2, ...)

```

#### operacions comunes de les classes de les col·leccions
```
def
 
isEmpty
:
 
Boolean

def
 
nonEmpty
:
 
Boolean

// companion: 'Object' fàbrica d'instàncies de la col·lecció (generadors i altres mètodes estàtics)

def
 
companion
:
 
GenericCompanion
[
Col
·
lecció
]

def
 
sameElements
(
that
:
 
GenIterable
[
A
]):
 
Boolean
 
// compara els elements amb la col·lecció 'that'

def
 
iterator
:
 
Iterator
[
A
]
 
// obté un iterador (mètodes: hasNext(), next()) sobre els elements

def
 
mkString
:
 
String
 
// mostra la col·lecció en una String

def
 
mkString
 
(
sep
:
 
String
):
 
String
 
// ... intercalant separador

def
 
toString
():
 
String
 
// a String

def
 
toArray
:
 
Array
[
A
]
 
// a Array, correspon als vectors del Java del tipus (A [])

def
 
toBuffer
[
B
 
>:
 
A
]:
 
Buffer
[
B
]
 
// a Buffer (magatzematge temporal incrementable)

def
 
toSeq
:
 
Seq
[
A
]
 
// a seqüència, implementada amb List

def
 
toSet
[
B
 
>:
 
A
]:
 
Set
[
B
]
 
// a conjunt

def
 
toList
:
 
List
[
A
]
 
// a llista

def
 
toIndexedSeq
:
 
IndexedSeq
[
A
]
 
// a seqüència d'accés aleatori, implementada amb Vector

def
 
toVector
:
 
scala
.
Vector
[
A
]
 
// a vector, implementació per defecte de les IndexedSeq

def
 
toMap
[
T
,
 
U
]:
 
collection
.
Map
[
T
,
 
U
]
 
// a diccionari, si i només si els elements són parells (A ~ (T, U))

def
 
toIterator
:
 
Iterator
[
A
]
 
// obté un iterador (travessable un sol cop), equival al mètode 'iterator'

def
 
toStream
:
 
Stream
[
A
]
 
// obté un Stream (travessable més d'un cop) 

def
 
toTraversable
:
 
collection
.
Traversable
[
A
]
 
// a Travessable (mètode forEach) // retorna la mateixa instància si la col·lecció ja ho és.

def
 
to
[
Col
[
_
]]:
 
Col
[
A
]
 
// a col·lecció explicitant el paràmetre de tipus

scala
>
 
(
1
 
to
 
3
).
to
[
List
]

res1
:
 
List
[
Int
]
 
=
 
List
(
1
,
 
2
,
 
3
)

scala
>
 
(
1
 
to
 
3
).
to
 
:
 
List
[
Int
]
 
// o bé mitjançant una restricció de tipus 

res2
:
 
List
[
Int
]
 
=
 
List
(
1
,
 
2
,
 
3
)

```

- Seqüències[68] (entre d'altres):

```
// apply: obtenir element enèsim

// el nom apply es pot ometre, és el nom de funció per defecte:

// l'element de la col·lecció xs escrit xs(n) equival a xs.apply(n)

def
 
apply
(
idx
:
 
Int
):
 
A
 
// obtenir l'element a l'índex 'idx'

def
 
isDefinedAt
(
idx
:
 
Int
):
 
Boolean
 
// està definit per a l'índex 'idx' ?

def
 
reverseIterator
:
 
Iterator
[
A
]
 
// iterador en sentit invers

```

- IndexedSeq: seqüències d'accés aleatori: ArrayBuffer, Vector, ...
- LinearSeq: seqüències d'accés lineal (d'un amb un)

- avaluació estricta: List, Queue
- avaluació tardana: Iterator, Stream
- avaluació diferida: TraversableView (difereix l'avaluació dels mètodes aplicats, fins que s'aplica .force o se'n demana la conversió a una col·lecció concreta)

- Altres signatures: Traversable, Iterable, Set, Map

#### Interfície TraversableOnce
Vegeu ref.
- interfície per les operacions de Reducció d'una col·lecció a un valor (gramaticalment: A* ⇒ A)

```
 
// A és el tipus de l'element de la col·lecció

 
def
 
foldLeft
[
B
](
z
:
 
B
)(
op
:
 
(
B
,
 
A
)
 
⇒
 
B
):
 
B
 
// plegat per l'esquerra sobre valor inicial

 
def
 
foldRight
[
B
](
z
:
 
B
)(
op
:
 
(
A
,
 
B
)
 
⇒
 
B
):
 
B
 
// plegat per la dreta sobre valor inicial

 
// [A1 >: A] vol dir que els paràmetres es tipifiquen per algun tipus A1 supertipus de A

 
// si l'operació del plegat és associativa en el domini dels elements, 

 
// tindrem el mateix resultat per l'esquerra com per la dreta, per tant no cal explicitar-ho.

 
def
 
fold
[
A1
 
>:
 
A
](
z
:
 
A1
)(
op
:
 
(
A1
,
 
A1
)
 
⇒
 
A1
):
 
A1
 
// plegat endomòrfic sobre valor inicial amb op. associativa

 
// (z /: xs) equival a (xs foldLeft z) operador associatiu per la dreta (xq. acaba en ':')

 
def
 
/:
[
B
](
z
:
 
B
)(
op
:
 
(
B
,
 
A
)
 
⇒
 
B
):
 
B
 

 
// (xs :\ z) equival a (xs foldRight z) op. associatiu per l'esquerra.

 
def
 
:
\
[
B
](
z
:
 
B
)(
op
:
 
(
A
,
 
B
)
 
⇒
 
B
):
 
B
 

 
def
 
reduceLeft
[
B
 
>:
 
A
](
op
:
 
(
B
,
 
A
)
 
⇒
 
B
):
 
B
 
// plegat per l'esquerra de la cua sobre el cap (col·l. no buida); func. parcial !! 

 
def
 
reduceLeftOption
[
B
 
>:
 
A
](
op
:
 
(
B
,
 
A
)
 
⇒
 
B
):
 
Option
[
B
]
 
// versió total (col·l. buida => None)

 
def
 
reduce
[
A1
 
>:
 
A
](
op
:
 
(
A1
,
 
A1
)
 
⇒
 
A1
):
 
A1
 
// plegat endomòrfic de la cua sobre el cap, amb op. associativa (col·l. no buida); func. parcial !!

 
def
 
reduceOption
[
A1
 
>:
 
A
](
op
:
 
(
A1
,
 
A1
)
 
⇒
 
A1
):
 
Option
[
A1
]
 
// versió total (col·l. buida => None)

```

- plegats sobre domini que implementi Numèric, math.Numeric és la signatura d'un Anell unitari ordenat
- plegats de col·leccions d'elements ordenats, o via projecció a imatge ordenable.

```
 
def
 
sum
[
A
:
 
Numeric
]:
 
A

 
def
 
product
[
A
:
 
Numeric
]:
 
A

 
// plegats; el tipus de l'elem ha d'ésser subtipus d'algun que implementi Ordering (Ordenació)

 
// quina instància d'ordenació (ord. ascendent, descendent, s/. l'ordre d'un component) es pot adjuntar com a param.

 
def
 
min
[
B
 
>:
 
A
](
implicit
 
cmp
:
 
Ordering
[
B
]):
 
A

 
def
 
max
[
B
 
>:
 
A
](
implicit
 
cmp
:
 
Ordering
[
B
]):
 
A

 
// plegats via funció de projecció amb imatge ordenable quina instància d'ordenació es pot adjuntar com a param.

 
def
 
minBy
[
B
](
f
:
 
(
A
)
 
⇒
 
B
)(
implicit
 
cmp
:
 
Ordering
[
B
]):
 
A

 
def
 
maxBy
[
B
](
f
:
 
(
A
)
 
⇒
 
B
)(
implicit
 
cmp
:
 
Ordering
[
B
]):
 
A

```

#### Interfície Traversable
Interfície TraversableLike per al recorregut (visita dels elements) d'una col·lecció; defineix foreach i conté la major part dels mètodes de Traversable, afegeix a TraversableOnce, a banda d'altres trets, els mètodes següents
- Consulta

```
 
// A és el tipus de l'element de la col·lecció de tipus Repr

 
def
 
isEmpty
:
 
Boolean
 
// és buida ?

 
def
 
nonEmpty
:
 
Boolean
 
// és no buida ?

 
def
 
size
:
 
Int
 
// mida

 
def
 
hasDefiniteSize
:
 
Boolean
 
// és finita la col·lecció ? 

 
def
 
isTraversableAgain
:
 
Boolean
 
// és travessable altra vegada? (els iteradors només una) 

 
// com a seqüència

 
def
 
head
:
 
A
 
// cap, funció parcial!!! excepció NoSuchElementException si col. buida

 
def
 
headOption
:
 
Option
[
A
]
 
// cap, versió total

 
def
 
tail
:
 
Repr
 
// cua, funció parcial!!! excepció NoSuchElementException si col. buida

 
// quantificadors amb predicat

 
def
 
exists
 
(
predicat
:
 
(
A
)
 
⇒
 
Boolean
):
 
Boolean
 
// algun element compleix el predicat?

 
def
 
forall
 
(
predicat
:
 
(
A
)
 
⇒
 
Boolean
):
 
Boolean
 
// el compleixen tots?

 
def
 
count
 
(
predicat
:
 
(
A
)
 
⇒
 
Boolean
):
 
Int
 
// compta els que compleixen

 
// cerca per predicat

 
def
 
find
 
(
predicat
:
 
(
A
)
 
⇒
 
Boolean
):
 
Option
[
A
]
 
// cerca per predicat 

 
// altres components

 
def
 
last
:
 
A
 
// darrer. funció parcial!!! excepció NoSuchElementException si col. buida

 
def
 
lastOption
:
 
Option
[
A
]
 
// darrer, versió total

 
def
 
init
:
 
Repr
 
// descarta el darrer. funció parcial!!! excepció UnsupportedOperationException si col. buida

 
// tails: successió de subcol·leccions escapçant pel davant

 
def
 
tails
:
 
Iterator
[
Repr
]
 
// equival a ((0 to col.size).map (col.drop))

 
// inits: successió de subcol·leccions escapçant pel darrere

 
def
 
inits
:
 
Iterator
[
Repr
]
 
// equival a ((col.size to 0 by -1).map (col.take))

```

- Combina

```
 
def
 
++
 
[
B
](
that
:
 
GenTraversableOnce
[
B
]):
 
Traversable
[
B
]
 
// (xs ++ that) concatena associatiu per l'esquerra

 
// els operadors acabats en ':' (associatius per la dreta) en notació infix, són mètodes de l'operand de la dreta 

 
def
 
++:
 
[
B
](
that
:
 
TraversableOnce
[
B
]):
 
Traversable
[
B
]
 
// (that ++: xs) concatena associatiu per la dreta

```

- Visita i/o transforma

```
 
def
 
foreach
 
[
U
](
f
:
 
Elem
 
=>
 
U
):
 
Unit
 
// iteració amb funció d'efectes laterals

 
def
 
map
 
[
B
](
f
:
 
(
A
)
 
⇒
 
B
):
 
Traversable
[
B
]
 
// mapeja (obté la col·lecció de les imatges de l'aplicació f)

 
// encadena amb funció de resultat múltiple (col·lecció) i concatena resultats 

 
def
 
flatMap
 
[
B
](
f
:
 
(
A
)
 
⇒
 
GenTraversableOnce
[
B
]):
 
Traversable
[
B
]
 
// equival a l'encadenament monàdic del llenguatge Haskell (>>=)

 
// collect i collectFirst ofereixen un mapeig amb funcions que implementen el tret PartialFunction, 

 
// retornant la col·lecció de les imatges corresponents als elements per als quals la funció `pf` està definida.

 
def
 
collect
 
[
B
](
pf
:
 
PartialFunction
[
A
,
 
B
]):
 
Traversable
[
B
]

 
def
 
collectFirst
 
[
B
](
pf
:
 
PartialFunction
[
A
,
 
B
]):
 
Option
[
B
]
 
// obté, la primera de les imatges dels elements vàlids en el subdomini de 'pf'

```

- Partició

```
 
def
 
slice
 
(
from
:
 
Int
,
 
until
:
 
Int
):
 
Repr
 
// subcol·lecció corresp. a l'interval obert per la dreta [from .. until) (exclou límit superior)

 
// a l'índex

 
def
 
take
 
(
n
:
 
Int
):
 
Repr
 
// prefix de n elements

 
def
 
drop
 
(
n
:
 
Int
):
 
Repr
 
// escapça el prefix de n elements

 
def
 
splitAt
 
(
n
:
 
Int
):
 
(
Repr
,
 
Repr
)
 
// partició a l'índex, com {col => (col.take(n), col.drop(n))}

 
// segons predicat

 
def
 
filter
 
(
predicat
:
 
(
A
)
 
⇒
 
Boolean
):
 
Repr
 
// subcol·lecció dels que compleixen 

 
def
 
partition
 
(
predicat
:
 
(
A
)
 
⇒
 
Boolean
):
 
(
Repr
,
 
Repr
)
 
// parteix com {col => (col.filter (predicat), col.filter (not predicat))}

 
def
 
takeWhile
 
(
predicat
:
 
(
A
)
 
⇒
 
Boolean
):
 
Repr
 
// prefix mentre elements compleixen

 
def
 
dropWhile
 
(
predicat
:
 
(
A
)
 
⇒
 
Boolean
):
 
Repr
 
// sufix de takeWhile(predicat)

 
def
 
span
 
(
predicat
:
 
(
A
)
 
⇒
 
Boolean
):
 
(
Repr
,
 
Repr
)
 
// parteix com {col => (col.takeWhile(predicat), col.dropWhile(predicat))}

 
// agrupa els elements en funció de les imatges de 'f', en un diccionari de subcol·leccions

 
def
 
groupBy
 
[
K
](
f
:
 
(
A
)
 
⇒
 
K
):
 
immutable
.
Map
[
K
,
 
Repr
]

 
// monàdic, per a ser emprat a les clàusules 'for' i llistes per comprensió (encadenament monàdic)

 
def
 
withFilter
 
(
predicat
:
 
(
A
)
 
⇒
 
Boolean
):
 
FilterMonadic
[
A
,
 
Repr
]
 
// filtre monàdic

 
// TraversableView difereix les transformacions posteriors fins que s'aplica '.force' o es converteix a col·lecció concreta.

 
def
 
view
:
 
TraversableView
[
A
,
 
Repr
]
 
// vista d'avaluació diferida

 
def
 
view
 
(
from
:
 
Int
,
 
until
:
 
Int
):
 
TraversableView
[
A
,
 
Repr
]
 
// llesca d'avaluació diferida

```

- Reducció

```
 
// successió de plegats parcials per l'esquerra

 
def
 
scanLeft
 
[
B
,
 
That
](
z
:
 
B
)(
op
:
 
(
B
,
 
A
)
 
⇒
 
B
)(
implicit
 
bf
:
 
CanBuildFrom
[
Repr
,
 
B
,
 
That
]):
 
That
 

 
// successió de plegats parcials per la dreta

 
def
 
scanRight
 
[
B
,
 
That
](
z
:
 
B
)(
op
:
 
(
A
,
 
B
)
 
⇒
 
B
)(
implicit
 
bf
:
 
CanBuildFrom
[
Repr
,
 
B
,
 
That
]):
 
That
 

 
// scan: successió de plegats parcials amb op. associativa (tant és si el plegat és per la dreta o per l'esquerra)

 
def
 
scan
 
[
B
 
>:
 
A
,
 
That
](
z
:
 
B
)(
op
:
 
(
B
,
 
B
)
 
⇒
 
B
)(
implicit
 
cbf
:
 
CanBuildFrom
[
Repr
,
 
B
,
 
That
]):
 
That
 

 
// concatena elements de col·lecció de col·leccions travessables

 
def
 
flatten
 
[
B
](
implicit
 
asTraversable
:
 
(
A
)
 
⇒
 
GenTraversableOnce
[
B
]):
 
Traversable
[
B
]

```

#### El tret CanBuildFrom
El tret CanBuildFrom[-ColOrigen, -Elem, +ColDestí] descriu una interfície genèrica per la generació de col·leccions des d'altres col·leccions amb implementacions optimitzades per a tipus específics quines instàncies (objectes implícits) han d'estar visibles.
És d'interés quan, com a sortida d'un mètode d'una col·lecció, es vol crear una col·lecció diferent. Per això només caldrà especificar, amb una restricció del tipus resultant, la col·lecció de destinació.

#### InterficieIterable
IterableLike, caracteritzada per definir un iterador que faciliti visitar els elements, i que conté la major part dels mètodes d'Iterable afegeix a TraversableLike entre d'altres els següents:
- partició:

```
def
 
takeRight
(
n
:
 
Int
):
 
Repr
 
// obtenir sufix de llargada n

def
 
dropRight
(
n
:
 
Int
):
 
Repr
 
// escapçar el sufix

def
 
grouped
(
n
:
 
Int
):
 
Iterator
[
Repr
]
 
// retorna iterador de trams de llargada fixa n

```

- combinació:

```
def
 
zip
[
B
](
that
:
 
GenIterable
[
B
]):
 
GenIterable
[(
A
,
 
B
)]
 
// aparellament per posició amb altra col·lecció

// zipAll: zip igualant llargades amb farciment

def
 
zipAll
[
B
](
that
:
 
collection
.
Iterable
[
B
],
 
thisElem
:
 
A
,
 
thatElem
:
 
B
):
 
GenIterable
[(
A
,
 
B
)]

def
 
zipWithIndex
:
 
GenIterable
[(
A
,
 
Int
)]
 
// aparella una seqüència amb l'índex correlatiu (partint de zero)

```

#### mètodes de consulta específics
```
// a les seqüències

def
 
apply
 
(
n
:
 
Int
):
 
A
 
// obtenir elem. enèsim partint de zero: xs(3). funció parcial!!! amb IndexOutOfBoundsException

// comprova amb una segona seqüència si es compleix un predicat entre els corresponents posicionals 

def
 
corresponds
 
[
B
](
that
:
 
GenSeq
[
B
])(
predicat
:
 
(
A
,
 
B
)
 
⇒
 
Boolean
):
 
Boolean

// als conjunts

def
 
contains
 
(
key
:
 
A
):
 
Boolean

def
 
subsetOf
 
(
that
:
 
GenSet
[
A
]):
 
Boolean
 
// és subcjt de ?

def
 
subsets
 
(
len
:
 
Int
):
 
Iterator
[
Set
[
A
]]
 
// subcjts de llarg. específica

def
 
subsets
:
 
Iterator
[
Set
[
A
]]
 
// tots els subconjunts

// als diccionaris

def
 
get
 
(
key
:
 
A
):
 
Option
[
B
]

// als opcionals ''Option[+A]''

def
 
getOrElse
[
B
 
>:
 
A
](
default
:
 
⇒
 
B
):
 
B
 
// cas de la variant (Some x) n'extreu el valor, altrament avalua el param.

def
 
toRight
[
T
](
left
:
 
⇒
 
T
):
Either
[
T
,
 
A
]
 
// cas de la variant (Some x) torna Right(x), altrament Left amb el param.

def
 
toLeft
[
T
](
right
:
 
⇒
 
T
):
Either
[
A
,
 
T
]
 
// cas de la variant (Some x) torna Left(x), altrament Right amb el param.

// al dual ''Either[+A, +B](Left(l:A) | Right(r:B))''

left
.
getOrElse
 
[
AA
 
>:
 
A
](
or
:
 
⇒
 
AA
):
 
AA
 
// cas de la variant (Left a) n'extreu el valor, altrament avalua param.

right
.
getOrElse
 
[
BB
 
>:
 
B
](
or
:
 
⇒
 
BB
):
 
BB
 
// cas de la variant (Right b) n'extreu el valor, altrament avalua param.

left
.
toOption
:
 
Option
[
A
]
 
// cas de Left(a) torna Some(a), altrament None

right
.
toOption
:
 
Option
[
B
]
 
// cas de Right(b) torna Some(b), altrament None

// al dual ''Try[+T] d'avaluació d'expressions que poden llançar excepcions

// avaluant a Success(resultat:T) | Failure(excepció: Throwable)'' 

def
 
get
:
 
T
 
// cas de la variant (Success resultat) retorna resultat, cas de (Failure excep) llança l'excepció

def
 
getOrElse
 
[
U
 
>:
 
T
](
default
:
 
⇒
 
U
):
 
U
 
// cas de la variant (Success r) n'extreu el valor, altrament avalua el param.

def
 
toOption
:
 
Option
[
T
]
 
// cas de Success(resultat) retorna Some(resultat) altrament None

```

- seqüències com a Multiconjunt

```
def
 
contains
(
elem
:
 
Any
):
 
Boolean
 
// està contingut?

def
 
distinct
:
 
Seq
[
A
]
 
// diferents (elimina elements repetits)

def
 
diff
 
(
that
:
 
Seq
[
A
]):
 
Seq
[
A
]
 
// multi-diferència, per cada elem. del de la dreta, elimina una ocurrència.

def
 
union
 
(
that
:
 
Seq
[
A
]):
 
Seq
[
A
]
 
// multi-unió (concatena)

def
 
intersect
 
(
that
:
 
Seq
[
A
]):
 
Seq
[
A
]
 
// multi-intersecció

def
 
combinations
 
(
n
:
 
Int
):
 
Iterator
[
Seq
[
A
]]

def
 
permutations
:
 
Iterator
[
Seq
[
A
]]

```

- seqüències, accés indexat [0..

```
def
 
indices
:
 
immutable
.
Range
 
// retorna rang d'índexs

// obtenir element per posició (basada en 0), ''apply'' és el nom de funció per defecte i es pot ometre: xs(n)

def
 
apply
 
(
n
:
 
Int
):
 
A
 
// Funció parcial!!! IndexOutOfBoundsException

// cerca posició per valor

def
 
indexOf
 
(
elem
:
 
A
 
[,
 
from
:
 
Int
]):
 
Int
 
// retorna índex o bé (-1)

def
 
lastIndexOf
 
(
elem
:
 
A
 
[,
 
end
:
 
Int
]):
 
Int

// cerca posició per predicat

def
 
indexWhere
 
(
predicat
:
 
(
A
)
 
⇒
 
Boolean
 
[,
 
from
:
 
Int
]):
 
Int

def
 
lastIndexWhere
 
(
predicat
:
 
(
A
)
 
⇒
 
Boolean
 
[,
 
end
:
 
Int
]):
 
Int

// actualització funcional amb associació (índex, elem)

def
 
updated
 
[
A1
 
>:
 
A
](
index
:
 
Int
,
 
elem
:
 
A1
):
 
Repr
 
// retorna nova col·lecció actualitzada

```

- seqüències, consulta de subseqüències

```
def
 
slice
 
(
from
:
 
Int
,
 
until
:
 
Int
):
Seq
[
A
]
 
// subseq. a l'interval obert per la dreta

def
 
containsSlice
 
[
B
](
that
:
 
GenSeq
[
B
]):
 
Boolean
 
// conté subseq. ?

def
 
startsWith
 
[
B
](
that
:
 
GenSeq
[
B
],
 
offset
:
 
Int
):
 
Boolean
 
// comprova prefix

def
 
endsWith
 
[
B
](
that
:
 
GenSeq
[
B
]):
 
Boolean
 
// comprova sufix

// cerca posició de subseq.

def
 
indexOfSlice
 
[
B
 
>:
 
A
](
that
:
 
GenSeq
[
B
]
 
[,
 
from
:
 
Int
]):
 
Int
 
// retorna pos. o bé (-1)

def
 
lastIndexOfSlice
 
[
B
 
>:
 
A
](
that
:
 
GenSeq
[
B
]
 
[,
 
end
:
 
Int
]):
 
Int
 
// retorna pos. o bé (-1)

// llarg. de subseq. dels elements que compleixen el predicat

def
 
prefixLength
 
(
predicat
:
 
(
A
)
 
⇒
 
Boolean
):
 
Int
 
// llargada de `takeWhile(predicat)`

def
 
segmentLength
 
(
predicat
:
 
(
A
)
 
⇒
 
Boolean
,
 
from
:
 
Int
):
 
Int
 
// llargada `drop(from).takeWhile(predicat)`

// obtenció de subseqüències desplaçant una finestra de la mida esmentada

def
 
sliding
 
(
size
:
 
Int
):
 
Iterator
[
Seq
[
A
]]

def
 
sliding
 
(
size
:
 
Int
,
 
step
:
 
Int
):
 
Iterator
[
Seq
[
A
]]
 
// step: especifica la distància entre inicis

```

- seqüències, ordenació

```
def
 
sortWith
 
(
lt
:
 
(
A
,
 
A
)
 
⇒
 
Boolean
):
 
Seq
[
A
]
 
// especificant la relació d'ordre

// sorted: si l'element és subtipus d'un ordenable, quina instància d'ordenació podem especificar

def
 
sorted
 
[
B
 
>:
 
A
,
 
B
](
implicit
 
cmp
:
 
Ordering
[
B
]):
 
Seq
[
A
]

// ordena segons la imatge ordenable d'una projecció quina instància d'ordenació podem especificar

def
 
sortBy
 
[
B
](
f
:
 
(
A
)
 
⇒
 
B
)(
implicit
 
cmp
:
 
Ordering
[
B
]):
 
Seq
[
A
]

```

#### operadors d'actualització
Els operadors binaris en notació infix i associatius per la dreta (aquells quin símbol acaba en ':') s'avaluen sintàcticament com a mètodes de l'operand de la dreta. (exemple: x1 +: (x2 +: xs); la col·lecció va a la dreta quan l'operador acaba en ':')
Cas d'operacions amb dues versions funcional i imperativa, s'utilitza el mode verbal infinitiu per la versió imperativa i el mode verbal participi per la versió funcional. Per exemple a les seqüències d'accés aleatori (IndexedSeq[A]) update és la versió imperativa i updated la versió funcional.

##### a les seqüències
per a les seqüències dels tipus immutable.Seq[+A] i mutable.Seq[A].

###### funcionals purs a les seqüències
- Operadors i mètodes funcionals purs (sense efectes col·laterals) de les seqüències (immutables o mudables)

retornen nova seqüència
```
x
 
+:
 
xs
 
// nova seq. afegint al capdavant (associatiu per la dreta xq. acaba en ':')

xs
 
:+
 
x
 
// nova seq. afegint pel final

xs
 
++
 
(
ys
:
 
GenTraversableOnce
[
A
])
 
// nova seq. concatenant amb elements de col·lecció

(
ys
:
 
TraversableOnce
[
A
])
 
++:
 
xs
 
// nova seq. prefixant elems. de col·lecció (op. associatiu per la dreta)

// updated: actualització funcional que retorna nova seq. actualitzada

// cas de col·lecció covariant en el tipus de l'elem Col[+A], l'argument (posició contravariant) 

// ha d'admetre tipus més generals: A1 tals que (A1 >: A).

// altrament A1 = A

def
 
updated
 
[
A1
 
>:
 
A
](
index
:
 
Int
,
 
elem
:
 
A1
):
 
Repr
 
// actualitza amb elem. a l'índex

// patch (apedaçar): retorna còpia inserint seqüència ''that'' a l'índex ''from'', substituint ''replaced'' elements

def
 
patch
 
(
from
:
 
Int
,
 
that
:
 
GenSeq
[
A
],
 
replaced
:
 
Int
):
 
Repr
 

// combina com a multi-conjunt

xs
 
intersect
 
ys
 
// multi-intersecció

xs
 
diff
 
ys
 
// multi-diferència

xs
 
union
 
ys
 
// multi-unió (concatenació)

def
 
distinct
:
 
Seq
[
A
]
 
// distints (nova seq. eliminant repetits)

// transposició d'una seqüència de seqüències

def
 
transpose
 
[
B
](
implicit
 
asTraversable
:
 
(
A
)
 
⇒
 
GenTraversableOnce
[
B
]):
 
Seq
[
Seq
[
B
]]

```

###### mutadors a les seqüències
- Operadors mutadors de les seqüències mudables (ListBuffer[A] i MutableList[A])

```
x
 
+=:
 
xs
 
// afegir pel davant (associatiu per la dreta)

xs
 
+=
 
x
 
// afegir al final

xs
 
-=
 
x
 
// eliminar

xs
.
+=
 
(
x
,
 
y
,
 
...)
 
// afegir diversos (llista d'arguments variable)

xs
.
-=
 
(
x
,
 
y
,
 
...)
 
// eliminar diversos

xs
 
++=
 
(
ys
:
 
TraversableOnce
[
A
])
 
// afegir elems. de col·lecció travessable

xs
 
--=
 
(
ys
:
 
TraversableOnce
[
A
])
 
// eliminar elems de col·lecció travessable

def
 
transform
(
f
:
 
(
A
)
 
⇒
 
A
):
 
Seq
.
this
.
type
 
// aplica una funció als elements de la seqüència

// només a ListBuffer

(
ys
:
 
TraversableOnce
[
A
])
 
++=:
 
xs
 
// afegeix al capdavant elements de col·lecció

```

###### als Buffer
Buffer: estructura mudable de magatzematge temporal incrementable que permet eliminacions.
Per al tipus mutable.Buffer[A].
- Mètodes mutadors als Buffers, addicionals als esmentats prèviament per a les seqüències

```
def
 
append
 
(
elems
:
 
A
*
):
 
Unit
 
// afegeix diversos (llista d'arguments variable)

def
 
appendAll
 
(
ys
:
 
TraversableOnce
[
A
]):
 
Unit
 
// afegeix de col·lecció 

def
 
prepend
 
(
elems
:
 
A
*
):
 
Unit
 
// prefixa diversos

def
 
prependAll
 
(
ys
:
 
TraversableOnce
[
A
]):
 
Unit
 
// prefixa de col·lecció

def
 
insert
 
(
n
:
 
Int
,
 
elems
:
 
A
*
):
 
Unit
 
// insereix diversos a la posició n

def
 
insertAll
 
(
n
:
 
Int
,
 
ys
:
 
Traversable
[
A
]):
 
Unit
 
// insereix de col·lecció a la pos. n

def
 
update
 
(
n
:
 
Int
,
 
newelem
:
 
A
):
 
Unit
 
// actualitza l'enèsim

def
 
remove
 
(
n
:
 
Int
):
 
A
 
// elimina l'enèsim

def
 
trimStart
 
(
n
:
 
Int
):
 
Unit
 
// retalla pel davant n elems.

def
 
trimEnd
 
(
n
:
 
Int
):
 
Unit
 
// retalla pel darrere n elems.

def
 
clear
():
 
Unit
 
// buida

```

###### a les seqüències d'accés aleatori, anomenades indexades
per a seqüències d'accés aleatori dels tipus immutable.IndexedSeq[+A] i mutable.IndexedSeq[A]
- Mètodes funcionals a les seq. indexades IndexedSeq (mudables o immutables)

updated (mode verbal participi) és la versió funcional del mutador update (verb en mode imperatiu), descrites tot seguit:
```
// updated: actualització funcional que retorna una nova seq. indexada amb l'actualització

// cas de col·lecció covariant a l'elem. (+A), requereix que el tipus de l'elem. a l'argument (posició contravariant) 

// ha d'admetre tipus més generals: A1 tals que (A1 >: A).

// altrament A1 = A

def
 
updated
[
A1
 
>:
 
A
](
índex
:
 
Int
,
 
elem
:
 
A1
):
 
IndexedSeq
[
A
]
 
// retorna nova seq. d'accés aleatori

```

- Mètodes mutadors a les seq. indexades mudables mutable.IndexedSeq

```
def
 
update
(
índex
:
 
Int
,
 
elem
:
 
A
):
 
Unit
 
// actualitza la posició indexada

```

##### a les cues
per a les cues dels tipus immutable.Queue[+A] i mutable.Queue[A].

###### funcionals purs a les cues
- Operadors i mètodes funcionals purs (sense efectes col·laterals) de les cues (immutables o mudables)

retornen nova cua.
```
xs
 
:+
 
x
 
// nova cua, encuant al final

x
 
+:
 
xs
 
// nova cua, encuant al capdavant (associatiu per la dreta xq. acaba en ':')

xs
 
++
 
(
ys
:
 
GenTraversableOnce
[
A
])
 
// nova cua encuant elements de col·lecció

(
ys
:
 
TraversableOnce
[
A
])
 
++:
 
xs
 
// nova cua prefixant elems. de col·lecció (op. associatiu per la dreta)

```

- Operadors i mètodes funcionals purs (sense efectes col·laterals) només de les cues immutables.

```
def
 
enqueue
[
B
 
>:
 
A
](
elem
:
 
B
):
 
Queue
[
B
]
 
// encua un element retornant nova cua

def
 
enqueue
[
B
 
>:
 
A
](
iter
:
 
Iterable
[
B
]):
 
Queue
[
B
]
 
// encua els elements d'una col·lecció iterable.

def
 
dequeue
:
 
(
A
,
 
Queue
[
A
])
 
// descompon la cua NO BUIDA en parell (cap, resta) // funció parcial !!

def
 
dequeueOption
:
 
Option
[
 
(
A
,
 
Queue
[
A
])
 
]
 
// versió total

```

###### mutadors a les cues
- Operadors mutadors de les cues mudables (mutable.Queue[A])

```
xs
 
+=
 
x
 
// encua al final

x
 
+=:
 
xs
 
// encua al capdavant (associatiu per la dreta)

xs
.
+=
 
(
x
,
 
y
,
 
...)
 
// encua diversos (llista d'arguments variable)

xs
 
++=
 
(
ys
:
 
TraversableOnce
[
A
])
 
// encua elems. de col·lecció travessable

def
 
enqueue
(
elems
:
 
A
*
):
 
Unit
 
// encua diversos (llista d'arguments variable)

def
 
dequeue
:
 
A
 
// desencua el cap i el retorna.

// segons predicat.

def
 
dequeueFirst
(
predicat
:
 
(
A
)
 
⇒
 
Boolean
):
 
Option
[
A
]
 
// desencua el primer que compleix el predicat

```

###### cues amb prioritat
Cues amb prioritat definida per un ordre implícit o bé explícit. mutable.PriorityQueue[A]
Els elements s'encuen davant d'aquells que són menors en l'ordre.
Integral[T] especifica un anell íntegre que implementa la divisió euclidiana, habitualment enters de qualsevol precisió.
```
scala
>
 
import
 
scala
.
collection
.
mutable
.{
PriorityQueue
 
=>
 
PQ
}

import
 
scala
.
collection
.
mutable
.{
PriorityQueue
=>
PQ
}

// amb ordre implícit, prioritat al més gran

scala
>
 
PQ
(
3
,
5
,
2
).
head

res2
:
 
Int
 
=
 
5

scala
>
 
val
 
intOps
 
=
 
implicitly
[
Integral
[
Int
]]
 
--
 
Integral
[
T
]:
 
ops
.
 
dels
 
íntegres
 
(
anell
 
euclidià
)

intOps
:
 
Integral
[
Int
]
 
=
 
scala
.
math
.
Numeric$IntIsIntegral$
@
3
a20f22d

// ordenació explícita per establir prioritat al més petit

scala
>
 
PQ
(
3
,
5
,
2
)(
intOps
.
reverse
).
head

res8
:
 
Int
 
=
 
2

```

- Operadors mutadors de les mudables "cues amb prioritat" (mutable.PriorityQueue[A])

```
xs
 
+=
 
x
 
// encua un elem.

xs
.
+=
 
(
x
,
 
y
,
 
...)
 
// encua diversos (llista d'arguments variable)

xs
 
++=
 
(
ys
:
 
TraversableOnce
[
A
])
 
// encua elems. de col·lecció travessable

def
 
enqueue
(
elems
:
 
A
*
):
 
Unit
 
// encua diversos (llista d'arguments variable)

def
 
dequeue
:
 
A
 
// desencua el cap i el retorna.

```

També es pot definir l'element com a parell (prioritat, valor) definint l'ordre per comparació del primer de la tupla. Vegeu exemple.

##### als conjunts
per a conjunts del tipus immutable.Set[A] i mutable.Set[A].

###### funcionals purs als conjunts
- Operadors funcionals purs (sense efectes col·laterals) dels conjunts (Set) (immutables o mudables)

retornen nou conjunt
```
xs
 
+
 
x
 
// actualitza (unió) amb {x}

xs
 
-
 
x
 
// diferència amb {x}

xs
.
+
 
(
x
,
 
y
,
 
...)
 
// actualitza amb diversos elements (llista d'arguments variable)

xs
.
-
 
(
x
,
 
y
,
 
...)
 
// diferència amb diversos

xs
 
++
 
(
ys
:
 
GenTraversableOnce
[
A
])
 
// actualitza amb elements de col·lecció

xs
 
--
 
(
ys
:
 
GenTraversableOnce
[
A
])
 
// diferència conjunt col·lecció

(
ys
:
 
TraversableOnce
[
A
])
 
++:
 
xs
 
// actualització, associatiu per la dreta

xs
 
&
 
ys
;
 
xs
 
intersect
 
ys
 
// intersecció de conjunts

xs
 
&~
 
ys
;
 
xs
 
diff
 
ys
 
// diferència de conjunts

xs
 
|
 
ys
;
 
xs
 
union
 
ys
 
// unió de conjunts

```

###### mutadors als conjunts
- Operadors mutadors dels conjunts mudables

```
xs
 
+=
 
x
 
// inserir

xs
 
-=
 
x
 
// eliminar

xs
.
+=
 
(
x
,
 
y
,
 
...)
 
// inserir diversos (llista d'arguments variable)

xs
.
-=
 
(
x
,
 
y
,
 
...)
 
// eliminar diversos

xs
 
++=
 
(
ys
:
 
Traversable
[
A
])
 
// inserir elems de col·lecció

xs
 
--=
 
(
ys
:
 
Traversable
[
A
])
 
// elimina elems de col·lecció

```

##### als diccionaris
per a diccionaris (taules associatives) amb tipus immutable.Map[A, +B] i mutable.Map[A, B].
associació és una denominació de la correspondència (clau, valor)

###### funcionals purs als diccionaris
- Operadors funcionals purs (sense efectes col·laterals) dels diccionaris (Map) (immutables o mudables)

retornen nou diccionari
```
dicc
 
+
 
((
k
,
 
v
))
 
// unió de dicc. amb parell (clau, valor)

dicc
 
-
 
k
 
// diferència amb el parell de la clau k

dicc
.
+
 
((
k1
,
 
v1
),
 
(
k2
,
 
v2
),
 
...)
 
// unió amb diversos parells (llista d'arguments variable)

dicc
.
-
 
(
k1
,
 
k2
,
 
...)
 
// diferència amb els parells quines claus s'esmenten

dicc
 
++
 
(
ys
:
 
GenTraversableOnce
[(
A
,
 
B
)])
 
// unió amb parells de col·lecció

dicc
 
--
 
(
ys
:
 
GenTraversableOnce
[
A
])
 
// diferència amb claus de col·lecció

(
ys
:
 
TraversableOnce
[(
A
,
 
B
)])
 
++:
 
dicc
 
// unió amb parells de col·lecció, associatiu per la dreta

// updated: actualització funcional que retorna nou diccionari actualitzat

// cas de col·lecció covariant a l'elem.(+B), requereix que el tipus de l'elem. a l'argument (posició contravariant) 

// ha d'admetre tipus més generals: B1 tals que (B1 >: B).

// altrament B1 = B

dicc
.
updated
[
B1
 
>:
 
B
](
key
:
 
A
,
 
value
:
 
B1
):
 
Map
[
A
,
 
B1
]
 
// unió amb associació (k, v)

```

###### mutadors als diccionaris
- Operadors mutadors dels diccionaris mudables

```
dicc
 
+=
 
((
k
,
 
v
))
 
// afegeix associació de parell (clau, valor)

dicc
 
-=
 
k
 
// elimina associació de clau k

dicc
.
+=
 
((
k1
,
 
v1
),
 
(
k2
,
 
v2
),
 
...)
 
// incorpora diversos parells (llista d'arguments variable)

dicc
.
-=
 
(
k1
,
 
k2
,
 
...)
 
// elimina diverses claus

dicc
 
++=
 
(
ys
:
 
GenTraversableOnce
[(
A
,
 
B
)])
 
// incorpora associacions de col·lecció de parells

dicc
 
--=
 
(
ys
:
 
GenTraversableOnce
[
A
])
 
// elimina claus de la col·lecció

dicc
.
update
(
key
:
 
A
,
 
value
:
 
B
):
 
Unit

```

### Cadenes de text, Plantilles i Expressions regulars

#### String com a seqüència
El tipus String és augmentat implícitament a StringOps permetent aplicar-hi la interfície IndexedSeqLike (tractant String com una seq. d'accés aleatori). A més a més, incorpora els mètodes següents:
```
def
 
lines
:
 
Iterator
[
String
]
 
// parteix en línies

def
 
linesWithSeparators
:
 
Iterator
[
String
]
 
// parteix ... incorporant separadors de línia, siguin {LF, CRLF, FF}

def
 
r
:
 
Regex
 
// interpreta la cadena com a patró d'expressió regular, obtenint-ne un valor Regex

def
 
r
 
(
groupNames
:
 
String
*
):
 
Regex
 
// ... donant noms als grups 

scala
>
 
"""(\d\d)-(\d\d)-(\d\d\d\d)"""
.
r
(
"mes"
,
 
"dia"
,
 
"any"
).
findFirstMatchIn
(
"12-31-1999"
).
map
(
_
.
group
(
"dia"
))

res0
:
 
Option
[
String
]
 
=
 
Some
(
31
)
 

def
 
capitalize
:
 
String
 
// retorna String amb majúscula al primer caràcter

// to{tipus}: interpreta contingut com a literal del tipus, llançant excepció si no concorda en tota l'extensió.

def
 
{
toBoolean
,
 
toByte
,
 
toShort
,
 
toInt
,
 
toLong
,
 
toFloat
,
 
toDouble
}
 

// format: utilitza el contingut de la cadena com a format per mostrar args, igual que 'sprintf' de C

def
 
format
(
args
:
 
Any
*
):
 
String
 

def
 
padTo
(
len
:
 
Int
,
 
elem
:
 
A
):
 
String
[
A
]
 
// farceix al final fins a llargada 'len' amb 'elem' 

def
 
stripPrefix
 
(
prefix
:
 
String
):
 
String
 
// escapça el prefix

def
 
stripSuffix
 
(
suffix
:
 
String
):
 
String
 
// escapça el sufix

// 'stripMargin' escapça marge esquerre (blancs i tabuladors) fins a un delimitador de marge,

// en una String que pot ser multilínia (literals amb delimitador triple),

// només d'aquelles línies de la cadena que continguin el delimitador!!

def
 
stripMargin
:
 
String
 
// escapça el marge esquerre delimitat per '|', incloent el delimitador

def
 
stripMargin
 
(
delimitadorDeMarge
:
 
Char
):
 
String
 
// igual per al delimitador especificat.

def
 
stripLineEnd
:
 
String
 
// elimina {LF, CRLF, FF} del final

// diversos mètodes de java.lang.CharSequence

def
 
charAt
(
arg0
:
 
Int
):
 
Char
 

def
 
length
():
 
Int

def
 
subSequence
(
arg0
:
 
Int
,
 
arg1
:
 
Int
):
 
CharSequence
 

// diversos mètodes de java.lang.String

def
 
matches
(
arg0
:
 
String
):
 
Boolean
 

def
 
regionMatches
(
arg0
:
 
Boolean
,
 
arg1
:
 
Int
,
 
arg2
:
 
String
,
 
arg3
:
 
Int
,
 
arg4
:
 
Int
):
 
Boolean
 

def
 
replaceFirst
(
arg0
:
 
String
,
 
arg1
:
 
String
):
 
String
 

def
 
replace
(
arg0
:
 
Char
,
 
arg1
:
 
Char
):
 
String
 

def
 
replace
(
arg0
:
 
CharSequence
,
 
arg1
:
 
CharSequence
):
 
String
 

def
 
replaceAll
(
arg0
:
 
String
,
 
arg1
:
 
String
):
 
String
 

def
 
substring
 
(
arg0
:
 
Int
):
 
String
 

def
 
substring
 
(
arg0
:
 
Int
,
 
arg1
:
 
Int
):
 
String
 

def
 
trim
():
 
String
 

def
 
toCharArray
():
 
Array
[
Char
]

def
 
to
{
Lower
|
Upper
}
Case
 
():
 
String
 
// Minúscules/Maj.

def
 
to
{
Lower
|
Upper
}
Case
 
(
arg
:
 
java
.
util
.
Locale
):
 
String
 
// Min./Maj. segons 'Locale'

...

```

#### String especial per a multi-línia, i expressions regulars
També anomenat "document tot seguit" (ang:heredoc), amb cometes triples. La barra '\' invertida no s'hi interpreta com a caràcter d'escapament, permetent escriure-hi expressions regulars que no les han de doblar.
```
""" Primera línia

continuació"""

""" Primera línia, "entrecomillat"

 |continuació amb marge"""
.
stripMargin
 
// stripMargin elimina el marge esquerre fins al delimitador '|'

""" Si no volem el delimitador de marge '|'

 #continuació amb marge i delimitador especial"""
.
stripMargin
(
'#'
)
 
// ... per al delimitador de marge especificat

// per al cas d'expressions regulars

"""(\d\d\d\d)-(\d\d)-(\d\d)"""
 
// Aquí la barra invertida NO s'interpreta com a caràcter d'escapament

"tira normal\n"
 
// Aquí la barra invertida sí que s'interpreta com a caràcter d'escapament

```

#### Plantilles
Plantilles amb interpolació, identificades per un prefix de plantilla.
```
// La plantilla "s" com a: s"Hola, $nom !!"

val
 
nom
 
=
 
"Jaumet"

println
(
s"Hola 
$
nom
 !!"
)
 
// Hola Jaumet !!

// si l'expressió a interpolar és més complexa, cal delimitar-la entre claus

scala
>
 
val
 
benvinguda
 
=
 
"benvingut !!"

scala
>
 
s"Hola 
$
nom
. 
${
benvinguda
.
capitalize
}
"

res1
:
 
String
 
=
 
Hola
 
Jaumet
.
 
Benvingut
 
!!

// La plantilla "f" permet afegir-hi especificadors de format com els del "printf" del llenguatge C

scala
>
 
val
 
edat
 
=
 
10

scala
>
 
f"En 
$
nom
%15s té 
$
edat
%3d anys !!"

res2
:
 
String
 
=
 
En
 
Jaumet
 
té
 
10
 
anys
 
!!

```

#### Expressions regulars
- El tipus Regex.[83]

A l'avaluador d'expressions:
```
scala
>
 
val
 
regexDataISO
 
=
 
"""(\d\d\d\d)-(\d\d)-(\d\d)"""
.
r
 
// expr. de tipus Regex

regexData
:
 
scala
.
util
.
matching
.
Regex
 
=
 
(
\
d
\
d
\
d
\
d
)
-
(
\
d
\
d
)
-
(
\
d
\
d
)

scala
>
 
"2004-01-20"
 
match
 
{
case
 
regexDataISO
 
(
any
,
 
mes
,
 
dia
)
 
=>
 
s"allò va passar el 
$
dia
/
$
mes
/
$
any
."
;
 
case
 
_
 
=>
 
"no s'ha trobat cap data!!"
}

res4
:
 
String
 
=
 
allò
 
va
 
passar
 
el
 
20
/
01
/
2004
.

// per al cas de voler caçar múltiples ocurrències

scala
>
 
(
for
 
(
m
 
<-
 
regexDataISO
 
findAllMatchIn
 
"2004-03-01, 2005-12-02"
)
 
yield
 
{
 
m
.
subgroups
 
match
 
{
case
 
List
(
any
,
 
mes
,
 
dia
)
 
=>
 
s"
$
dia
/
$
mes
/
$
any
"
}}).
toList

res5
:
 
List
[
String
]
 
=
 
List
(
01
/
03
/
2004
,
 
02
/
12
/
2005
)

```

## Biblioteques rellevants
scala-arm control d'excepcions en la gestió de recursos amb alliberament automàtic en acabar. Evita, en cas d'adquisició de múltiples recursos, la implantació de construccions try-finally una dins l'altra.
```
import
 
resource
.
_

// dos recursos, còpia de input a output, amb alliberament automàtic

for
(
input
 
<-
 
managed
(
new
 
java
.
io
.
FileInputStream
(
"entrada.txt"
);
 

 
output
 
<-
 
managed
(
new
 
java
.
io
.
FileOutputStream
(
"sortida.txt"
))
 
{

 
val
 
buffer
 
=
 
new
 
Array
[
Byte
](
512
)

 
def
 
read
():
 
Unit
 
=
 
input
.
read
(
buffer
)
 
match
 
{

 
case
 
-
1
 
=>
 
()

 
case
 
n
 
=>
 
output
.
write
(
buffer
,
0
,
n
);
 
read
()

 
}

 
read
()

}

```

scalaz biblioteca que incorpora TADs del llenguatge Haskell (Monoides, Functors, Functors aplicatius, Mònades, Fletxes, ...)
slick aporta col·leccions específiques per a l'accés a BDD relacionals generant SQL a partir de mètodes funcionals.
```
val
 
explicitInnerJoin
 
=
 
for
 
{

 
(
c
,
 
s
)
 
<-
 
coffees
 
join
 
suppliers
 
on
 
(
_
.
supID
 
===
 
_
.
id
)
 
// FROM coffees AS c INNER JOIN suppliers AS s ON c.supid = s.id

 
if
 
c
.
name
 
like
 
"%expresso%"
 
// WHERE c.name LIKE "%expresso%"

 
sortBy
 
(
s
.
price
.
desc
)
 
// ORDER BY s.price DESC

 
drop
 
(
20
)
 
// OFFSET n

 
take
 
(
10
)
 
// LIMIT m

}
 
yield
 
(
c
.
name
,
 
s
.
name
)
 
// SELECT c.name, s.name

```

## Entorns de desenvolupament
- La manera més vistosa és descarregar l'entorn web de desenvolupament Activator de lightbend.com (abans TypeSafe.com).[87]

- Per treballar a consola de comandes, cal descarregar el gestor de projectes SBT que per cada projecte descarregarà si no la té, la versió de Scala especificada pel fitxer de projecte (build.sbt). És convenient seguir l'estructura de directoris especificada per l'SBT.

- Una altra manera de treballar amb Scala és descarregant d'aquí[2] l'endollable per a Eclipse (o altres entorns de desenvolupament Java) que ja incorpora el compilador i les biblioteques de les quals, clicant, se'n pot examinar el codi font.

### Scala a Eclipse
A Eclipse un cop incorporat l'endollable al menú Help->Install new software podrem crear un "Projecte Scala" que incorporarà automàticament les biblioteques de Scala al projecte si ho fem amb el menú de context de la barra lateral esquerre a l'opció "New -> Project -> Scala Wizards -> Scala Project" del menú de context de la barra lateral de projectes.
Scala segueix la mateixa estructura de mòduls (package) que el Java. Tanmateix podem posar diversos objects, classes i traits al mateix fitxer de codi font.
És habitual crear primer sobre el directori src, abreviació de source (codi font), un Package amb nom on crear els fonts, si volem facilitar l'estructuració modular o la inter-operabilitat amb paquets d'altres projectes.
Després podrem triar, al menú de context del package, els assistents (ang:wizards) de generació d'esquelets Scala Application, Scala Object, Scala Class o Scala Trait
Execució: per cada projecte cal crear una configuració d'engegada que podrem desar, especificant projecte, nom de l'objecte que conté el mètode main i possibles paràmetres de l'aplicació. Clicant el menú de context del projecte, opcions "RunAs -> Run configurations -> especificar la configuració o seleccionar-la -> botó Run"

## Exemples

### Lector amb analitzador gramatical
Basat en la classe JavaTokenParsers per aprofitar la decodificació de literals String.
La classe interna Parser adequa els operadors ((~>) seqüència, (|) alternativa, postfix (*) zero o més repeticions, postfix (+) una o més, postfix (?) zero o una) als combinadors de gramàtica regular específics de la classe, i també els que permeten l'extracció (^^) o bé l'especificació de resultat (^^^).
```
package
 
test
 
// fitxer: test/LaMevaApp.scala

/* Contingut del fitxer de dades amb el llenguatge de simulació de teclat que pretenem processar

Str "abcd"

Enter

Str "linia2"

Move Up

Move Dn

Move Left

Back

Move Right

Del

* /

object LaMevaApp extends App {

import scala.util.parsing.combinator.JavaTokenParsers

object MoveDirEnum extends Enumeration {

 type TMoveDir = Value

 val MoveDir_Up, MoveDir_Dn, MoveDir_Left, MoveDir_Right = Value

}

import MoveDirEnum._

// Simulació de pulsacions de teclat

// "sealed" permet comprovar exhaustivitat en l'encaix de patrons

abstract sealed class Cmd(); 

case class CmdStr(val str: String) extends Cmd() {

 override def toString = "CmdStr " ++ str

}

case class CmdEnter() extends Cmd() {

 override def toString = "CmdEnter"

}

case class CmdBack() extends Cmd() {

 override def toString = "CmdBack"

}

case class CmdDel() extends Cmd() {

 override def toString = "CmdDel"

}

case class CmdMove(val dir:TMoveDir) extends Cmd() {

 override def toString = "CmdMove " ++ dir.toString

}

def escapçaDelimitadors(s: String): String = {

 assume (s.length >= 2, "cas no previst"); // assumpció 

 s.slice(1, s.length -1) // substring del segon al penúltim

 }

import scala.language.postfixOps

class MyParser extends JavaTokenParsers {

 // produccions

 def unOMesEspais = accept(' ')+

 def zeroOMesEspais = accept(' ')*

 def nl = zeroOMesEspais ~> accept('\n')

 def strParam = stringLiteral ^^ { s => CmdStr(escapçaDelimitadors(s)) } // : Parser[Cmd]

 def str = "Str" ~> unOMesEspais ~> (strParam | err("Str: manca param"))

 def up = "Up" ^^^ MoveDir_Up // : Parser[TMoveDir]

 def dn = "Dn" ^^^ MoveDir_Dn

 def right = "Right" ^^^ MoveDir_Right

 def left = "Left" ^^^ MoveDir_Left

 def moveDir = (up | dn | left) ^^ { dir => CmdMove(dir) }

 def move = "Move" ~> unOMesEspais ~> (moveDir | err("Move: manca param"))

 def enter = "Enter" ^^^ CmdEnter()

 def back = "Back" ^^^ CmdBack()

 def del = "Del" ^^^ CmdDel()

 def statement : Parser[Cmd] = str | move | enter | back | del

 def statements : Parser[List[Cmd]] = rep1sep(statement, nl)

 }

object MyParser {

 import java.io.File

 import scala.io.Source

 def processaFitxer(parser:MyParser, nomFitxer: String): List[Cmd] = {

 val file = new File(nomFitxer)

 if (file.exists()) {

 val contingut = Source.fromFile(file, "UTF-8").getLines().flatMap(_ ++: "\n").mkString

 parser.parseAll(parser.statements, contingut) match {

 case parser.Success(resultat,_) => resultat

 case x => { println(x); Nil }

 }

 }

 else { printf("el fitxer %s no existeix\n", nomFitxer); Nil

 }

 }

 }

val parser = new MyParser()

args.toList match {

 case nomFitxer :: Nil => // List(nomFitxer) també detecta llistes d'un sol element

 { val cmds = MyParser.processaFitxer(parser, nomFitxer)

 cmds match {

 case Nil => {println("no s'han trobat comandes"); sys.exit(1)}

 case _ => { println("les comandes són: ")

 cmds.foreach(cmd => println(cmd))

 }

 }

 }

 case _ => println("ús: nomprog nomFitxer")

 }

}

```

```
# compilació a l'Eclipse: clicar al menú de context RunAs -> Run configurations 

# -> doble-clic a Scala application -> New Configuration 

# -> Ajustar el nom de l'objecte d'engegada (el que deriva de App o conté el mètode main) 

# -> prémer botó Run

# compilació en consola de comandes

mkdir
 
classes
scalac
 
-d
 
classes
 
src/test/LaMevaApp.scala

# execució

scala
 
-cp
 
classes
 
test.LaMevaApp

```

### Cues amb prioritat sobre parells (prioritat, valor)
Cal especificar explícitament l'ordenació sobre el primer del parell.
```
import
 
scala
.
math
.
Numeric
.
_

import
 
scala
.
collection
.
mutable
.{
PriorityQueue
 
=>
 
PQ
}

object
 
Main
 
extends
 
App
 
{

 
val
 
intOps
 
=
 
implicitly
[
 
Integral
[
Int
]]

 
val
 
cuaDeParellsAmbPrioritatAlPrimerDelParell_DeMajorAMenor
 
=
 

 
PQ
((
3
,
"b"
),(
1
,
"c"
),(
5
,
"a"
))
 
(
intOps
.
on
(
_
.
_1
))
 
// Ordering explícit sobre el primer del parell

 
val
 
cuaDeParellsAmbPrioritatAlPrimerDelParell_DeMenorAMajor
 
=
 

 
PQ
((
3
,
"b"
),(
1
,
"c"
),(
5
,
"a"
))
 
(
intOps
.
on
({
 
case
 
(
k
,
 
v
)
 
=>
 
-
k
 
}))

 
for
 
(
pq
 
<-
 
List
(
cuaDeParellsAmbPrioritatAlPrimerDelParell_DeMajorAMenor
,

 
cuaDeParellsAmbPrioritatAlPrimerDelParell_DeMenorAMajor
))
 
{
println
(
"El cap és: "
 
+
 
pq
.
head
)}

}

```